# Lista de asteroides (62001-63000)
Esta é uma lista parcial de asteroides, do asteroide número 62001 até o 63000, inclusive. Veja também o índice com todas as listas disponíveis.

| Objeto Próximos à Terra | Cinturão de asteroides (interno) | Cinturão de asteroides (externo) | Centauro       |
| Cruzador de Marte       | Cinturão de asteroides (meio)    | Troianos de Júpiter              | Transnetuniano |

Veja mais dados de cada asteroide na ligação externa para o Minor Planet Center na última coluna.
Índice: 62001... 62101... 62201... 62301... 62401... 62501... 62601... 62701... 62801... 62901... 

## 62001–62100
| Designação    | Designação | Descoberta  | Descoberta    | Descobridor(es) | Categoria | Mais informações / Referência |
| Permanente    | Provisória | Data        | Local         | Descobridor(es) | Categoria | Mais informações / Referência |
| ------------- | ---------- | ----------- | ------------- | --------------- | --------- | ----------------------------- |
| 62001         | 2000 RK36  | 3 set 2000  | Kitt Peak     | Spacewatch      | —         | MPC                           |
| 62002         | 2000 RT37  | 4 set 2000  | Socorro       | LINEAR          | —         | MPC                           |
| 62003         | 2000 RB38  | 5 set 2000  | Kvistaberg    | UDAS            | —         | MPC                           |
| 62004         | 2000 RG38  | 5 set 2000  | Kvistaberg    | UDAS            | —         | MPC                           |
| 62005         | 2000 RP38  | 1 set 2000  | Socorro       | LINEAR          | —         | MPC                           |
| 62006         | 2000 RQ38  | 2 set 2000  | Socorro       | LINEAR          | —         | MPC                           |
| 62007         | 2000 RP39  | 1 set 2000  | Socorro       | LINEAR          | —         | MPC                           |
| 62008         | 2000 RR39  | 1 set 2000  | Socorro       | LINEAR          | Ursula    | MPC                           |
| 62009         | 2000 RX39  | 2 set 2000  | Socorro       | LINEAR          | —         | MPC                           |
| 62010         | 2000 RX40  | 3 set 2000  | Socorro       | LINEAR          | Brangane  | MPC                           |
| 62011         | 2000 RG41  | 3 set 2000  | Socorro       | LINEAR          | —         | MPC                           |
| 62012         | 2000 RJ41  | 3 set 2000  | Socorro       | LINEAR          | Brangane  | MPC                           |
| 62013         | 2000 RM41  | 3 set 2000  | Socorro       | LINEAR          | —         | MPC                           |
| 62014         | 2000 RJ42  | 3 set 2000  | Socorro       | LINEAR          | —         | MPC                           |
| 62015         | 2000 RN42  | 3 set 2000  | Socorro       | LINEAR          | —         | MPC                           |
| 62016         | 2000 RP42  | 3 set 2000  | Socorro       | LINEAR          | Brangane  | MPC                           |
| 62017         | 2000 RR42  | 3 set 2000  | Socorro       | LINEAR          | —         | MPC                           |
| 62018         | 2000 RV42  | 3 set 2000  | Socorro       | LINEAR          | Brangane  | MPC                           |
| 62019         | 2000 RQ44  | 3 set 2000  | Socorro       | LINEAR          | —         | MPC                           |
| 62020         | 2000 RT45  | 3 set 2000  | Socorro       | LINEAR          | —         | MPC                           |
| 62021         | 2000 RL46  | 3 set 2000  | Socorro       | LINEAR          | —         | MPC                           |
| 62022         | 2000 RA48  | 3 set 2000  | Socorro       | LINEAR          | —         | MPC                           |
| 62023         | 2000 RQ48  | 3 set 2000  | Socorro       | LINEAR          | —         | MPC                           |
| 62024         | 2000 RF50  | 5 set 2000  | Socorro       | LINEAR          | —         | MPC                           |
| 62025         | 2000 RQ50  | 5 set 2000  | Socorro       | LINEAR          | —         | MPC                           |
| 62026         | 2000 RZ50  | 5 set 2000  | Socorro       | LINEAR          | Eunomia   | MPC                           |
| 62027         | 2000 RW52  | 4 set 2000  | Socorro       | LINEAR          | —         | MPC                           |
| 62028         | 2000 RE53  | 1 set 2000  | Črni Vrh      | Črni Vrh        | —         | MPC                           |
| 62029         | 2000 RD55  | 3 set 2000  | Socorro       | LINEAR          | —         | MPC                           |
| 62030         | 2000 RK56  | 6 set 2000  | Socorro       | LINEAR          | —         | MPC                           |
| 62031         | 2000 RS56  | 5 set 2000  | Prescott      | P. G. Comba     | —         | MPC                           |
| 62032         | 2000 RG58  | 7 set 2000  | Kitt Peak     | Spacewatch      | —         | MPC                           |
| 62033         | 2000 RC59  | 7 set 2000  | Kitt Peak     | Spacewatch      | —         | MPC                           |
| 62034         | 2000 RE60  | 8 set 2000  | Desert Beaver | W. K. Y. Yeung  | —         | MPC                           |
| 62035         | 2000 RC62  | 1 set 2000  | Socorro       | LINEAR          | —         | MPC                           |
| 62036         | 2000 RJ62  | 1 set 2000  | Socorro       | LINEAR          | —         | MPC                           |
| 62037         | 2000 RQ62  | 1 set 2000  | Socorro       | LINEAR          | —         | MPC                           |
| 62038         | 2000 RX63  | 3 set 2000  | Socorro       | LINEAR          | Ursula    | MPC                           |
| 62039         | 2000 RZ63  | 3 set 2000  | Socorro       | LINEAR          | —         | MPC                           |
| 62040         | 2000 RA64  | 3 set 2000  | Socorro       | LINEAR          | —         | MPC                           |
| 62041         | 2000 RD65  | 1 set 2000  | Socorro       | LINEAR          | —         | MPC                           |
| 62042         | 2000 RF65  | 1 set 2000  | Socorro       | LINEAR          | —         | MPC                           |
| 62043         | 2000 RH65  | 1 set 2000  | Socorro       | LINEAR          | —         | MPC                           |
| 62044         | 2000 RU65  | 1 set 2000  | Socorro       | LINEAR          | —         | MPC                           |
| 62045         | 2000 RV65  | 1 set 2000  | Socorro       | LINEAR          | —         | MPC                           |
| 62046         | 2000 RA66  | 1 set 2000  | Socorro       | LINEAR          | —         | MPC                           |
| 62047         | 2000 RE66  | 1 set 2000  | Socorro       | LINEAR          | —         | MPC                           |
| 62048         | 2000 RC67  | 1 set 2000  | Socorro       | LINEAR          | —         | MPC                           |
| 62049         | 2000 RH67  | 1 set 2000  | Socorro       | LINEAR          | —         | MPC                           |
| 62050         | 2000 RM67  | 1 set 2000  | Socorro       | LINEAR          | —         | MPC                           |
| 62051         | 2000 RV68  | 2 set 2000  | Socorro       | LINEAR          | Brangane  | MPC                           |
| 62052         | 2000 RA69  | 2 set 2000  | Socorro       | LINEAR          | —         | MPC                           |
| 62053         | 2000 RB69  | 2 set 2000  | Socorro       | LINEAR          | Ursula    | MPC                           |
| 62054         | 2000 RD69  | 2 set 2000  | Socorro       | LINEAR          | —         | MPC                           |
| 62055         | 2000 RF69  | 2 set 2000  | Socorro       | LINEAR          | —         | MPC                           |
| 62056         | 2000 RS69  | 2 set 2000  | Socorro       | LINEAR          | Brangane  | MPC                           |
| 62057         | 2000 RY69  | 2 set 2000  | Socorro       | LINEAR          | —         | MPC                           |
| 62058         | 2000 RN70  | 2 set 2000  | Socorro       | LINEAR          | —         | MPC                           |
| 62059         | 2000 RO70  | 2 set 2000  | Socorro       | LINEAR          | —         | MPC                           |
| 62060         | 2000 RB71  | 2 set 2000  | Socorro       | LINEAR          | —         | MPC                           |
| 62061         | 2000 RU71  | 2 set 2000  | Socorro       | LINEAR          | —         | MPC                           |
| 62062         | 2000 RV71  | 2 set 2000  | Socorro       | LINEAR          | —         | MPC                           |
| 62063         | 2000 RA72  | 2 set 2000  | Socorro       | LINEAR          | —         | MPC                           |
| 62064         | 2000 RA73  | 2 set 2000  | Socorro       | LINEAR          | —         | MPC                           |
| 62065         | 2000 RH73  | 2 set 2000  | Socorro       | LINEAR          | —         | MPC                           |
| 62066         | 2000 RM73  | 2 set 2000  | Socorro       | LINEAR          | —         | MPC                           |
| 62067         | 2000 RG74  | 2 set 2000  | Socorro       | LINEAR          | —         | MPC                           |
| 62068         | 2000 RF75  | 3 set 2000  | Socorro       | LINEAR          | —         | MPC                           |
| 62069         | 2000 RK76  | 4 set 2000  | Socorro       | LINEAR          | Eos       | MPC                           |
| 62070         | 2000 RC77  | 7 set 2000  | Socorro       | LINEAR          | Brangane  | MPC                           |
| 62071 Voegtli | 2000 RH77  | 8 set 2000  | Gnosca        | S. Sposetti     | —         | MPC                           |
| 62072         | 2000 RD78  | 9 set 2000  | Črni Vrh      | Črni Vrh        | —         | MPC                           |
| 62073         | 2000 RX78  | 10 set 2000 | Črni Vrh      | Črni Vrh        | —         | MPC                           |
| 62074         | 2000 RL79  | 8 set 2000  | Socorro       | LINEAR          | —         | MPC                           |
| 62075         | 2000 RO79  | 1 set 2000  | Socorro       | LINEAR          | —         | MPC                           |
| 62076         | 2000 RH80  | 1 set 2000  | Socorro       | LINEAR          | —         | MPC                           |
| 62077         | 2000 RE81  | 1 set 2000  | Socorro       | LINEAR          | —         | MPC                           |
| 62078         | 2000 RS81  | 1 set 2000  | Socorro       | LINEAR          | Phocaea   | MPC                           |
| 62079         | 2000 RX81  | 1 set 2000  | Socorro       | LINEAR          | —         | MPC                           |
| 62080         | 2000 RG82  | 1 set 2000  | Socorro       | LINEAR          | —         | MPC                           |
| 62081         | 2000 RS82  | 1 set 2000  | Socorro       | LINEAR          | —         | MPC                           |
| 62082         | 2000 RZ82  | 1 set 2000  | Socorro       | LINEAR          | —         | MPC                           |
| 62083         | 2000 RF84  | 2 set 2000  | Anderson Mesa | LONEOS          | —         | MPC                           |
| 62084         | 2000 RA86  | 2 set 2000  | Socorro       | LINEAR          | —         | MPC                           |
| 62085         | 2000 RO87  | 2 set 2000  | Anderson Mesa | LONEOS          | —         | MPC                           |
| 62086         | 2000 RY87  | 2 set 2000  | Anderson Mesa | LONEOS          | —         | MPC                           |
| 62087         | 2000 RC88  | 2 set 2000  | Haleakalā     | NEAT            | —         | MPC                           |
| 62088         | 2000 RY88  | 3 set 2000  | Socorro       | LINEAR          | —         | MPC                           |
| 62089         | 2000 RM89  | 3 set 2000  | Socorro       | LINEAR          | —         | MPC                           |
| 62090         | 2000 RR91  | 3 set 2000  | Socorro       | LINEAR          | —         | MPC                           |
| 62091         | 2000 RW91  | 3 set 2000  | Socorro       | LINEAR          | —         | MPC                           |
| 62092         | 2000 RM92  | 3 set 2000  | Socorro       | LINEAR          | —         | MPC                           |
| 62093         | 2000 RQ92  | 3 set 2000  | Socorro       | LINEAR          | —         | MPC                           |
| 62094         | 2000 RU92  | 3 set 2000  | Socorro       | LINEAR          | —         | MPC                           |
| 62095         | 2000 RW92  | 3 set 2000  | Kitt Peak     | Spacewatch      | —         | MPC                           |
| 62096         | 2000 RF94  | 4 set 2000  | Anderson Mesa | LONEOS          | —         | MPC                           |
| 62097         | 2000 RJ94  | 4 set 2000  | Anderson Mesa | LONEOS          | —         | MPC                           |
| 62098         | 2000 RO94  | 4 set 2000  | Anderson Mesa | LONEOS          | —         | MPC                           |
| 62099         | 2000 RP94  | 4 set 2000  | Anderson Mesa | LONEOS          | —         | MPC                           |
| 62100         | 2000 RA95  | 4 set 2000  | Anderson Mesa | LONEOS          | —         | MPC                           |

## 62101–62200
| Designação        | Designação | Descoberta  | Descoberta          | Descobridor(es) | Categoria | Mais informações / Referência |
| Permanente        | Provisória | Data        | Local               | Descobridor(es) | Categoria | Mais informações / Referência |
| ----------------- | ---------- | ----------- | ------------------- | --------------- | --------- | ----------------------------- |
| 62101             | 2000 RC95  | 4 set 2000  | Anderson Mesa       | LONEOS          | —         | MPC                           |
| 62102             | 2000 RE95  | 4 set 2000  | Anderson Mesa       | LONEOS          | —         | MPC                           |
| 62103             | 2000 RS95  | 4 set 2000  | Anderson Mesa       | LONEOS          | —         | MPC                           |
| 62104             | 2000 RZ95  | 4 set 2000  | Anderson Mesa       | LONEOS          | —         | MPC                           |
| 62105             | 2000 RN96  | 4 set 2000  | Haleakalā           | NEAT            | —         | MPC                           |
| 62106             | 2000 RC97  | 5 set 2000  | Anderson Mesa       | LONEOS          | —         | MPC                           |
| 62107             | 2000 RF97  | 5 set 2000  | Anderson Mesa       | LONEOS          | —         | MPC                           |
| 62108             | 2000 RS97  | 5 set 2000  | Anderson Mesa       | LONEOS          | —         | MPC                           |
| 62109             | 2000 RT97  | 5 set 2000  | Anderson Mesa       | LONEOS          | —         | MPC                           |
| 62110             | 2000 RX97  | 5 set 2000  | Anderson Mesa       | LONEOS          | —         | MPC                           |
| 62111             | 2000 RG99  | 5 set 2000  | Anderson Mesa       | LONEOS          | —         | MPC                           |
| 62112             | 2000 RM99  | 5 set 2000  | Anderson Mesa       | LONEOS          | —         | MPC                           |
| 62113             | 2000 RP99  | 5 set 2000  | Anderson Mesa       | LONEOS          | —         | MPC                           |
| 62114             | 2000 RV99  | 5 set 2000  | Anderson Mesa       | LONEOS          | —         | MPC                           |
| 62115             | 2000 RW99  | 5 set 2000  | Anderson Mesa       | LONEOS          | —         | MPC                           |
| 62116             | 2000 RC101 | 5 set 2000  | Anderson Mesa       | LONEOS          | —         | MPC                           |
| 62117             | 2000 RC102 | 5 set 2000  | Anderson Mesa       | LONEOS          | —         | MPC                           |
| 62118             | 2000 RG102 | 5 set 2000  | Anderson Mesa       | LONEOS          | —         | MPC                           |
| 62119             | 2000 RH102 | 5 set 2000  | Anderson Mesa       | LONEOS          | —         | MPC                           |
| 62120             | 2000 RL102 | 5 set 2000  | Anderson Mesa       | LONEOS          | —         | MPC                           |
| 62121             | 2000 RO102 | 5 set 2000  | Anderson Mesa       | LONEOS          | —         | MPC                           |
| 62122             | 2000 RS102 | 5 set 2000  | Anderson Mesa       | LONEOS          | —         | MPC                           |
| 62123             | 2000 RC103 | 5 set 2000  | Anderson Mesa       | LONEOS          | —         | MPC                           |
| 62124             | 2000 RP103 | 5 set 2000  | Anderson Mesa       | LONEOS          | —         | MPC                           |
| 62125             | 2000 RU104 | 6 set 2000  | Socorro             | LINEAR          | —         | MPC                           |
| 62126             | 2000 RW104 | 6 set 2000  | Socorro             | LINEAR          | —         | MPC                           |
| 62127             | 2000 RY105 | 5 set 2000  | Socorro             | LINEAR          | —         | MPC                           |
| 62128             | 2000 SO1   | 18 set 2000 | Socorro             | LINEAR          | —         | MPC                           |
| 62129             | 2000 SR1   | 19 set 2000 | Socorro             | LINEAR          | —         | MPC                           |
| 62130             | 2000 SS1   | 20 set 2000 | Desert Beaver       | W. K. Y. Yeung  | —         | MPC                           |
| 62131             | 2000 SH4   | 21 set 2000 | Ametlla de Mar      | J. Nomen        | Brangane  | MPC                           |
| 62132             | 2000 SJ4   | 21 set 2000 | Ametlla de Mar      | J. Nomen        | —         | MPC                           |
| 62133             | 2000 SD5   | 20 set 2000 | Socorro             | LINEAR          | —         | MPC                           |
| 62134             | 2000 SJ5   | 21 set 2000 | Olathe              | L. Robinson     | Brangane  | MPC                           |
| 62135             | 2000 SA6   | 20 set 2000 | Socorro             | LINEAR          | —         | MPC                           |
| 62136             | 2000 SR6   | 21 set 2000 | Socorro             | LINEAR          | —         | MPC                           |
| 62137             | 2000 SM7   | 22 set 2000 | Kitt Peak           | Spacewatch      | —         | MPC                           |
| 62138             | 2000 SO8   | 22 set 2000 | Prescott            | P. G. Comba     | —         | MPC                           |
| 62139             | 2000 SB12  | 20 set 2000 | Socorro             | LINEAR          | —         | MPC                           |
| 62140             | 2000 SG12  | 20 set 2000 | Socorro             | LINEAR          | —         | MPC                           |
| 62141             | 2000 SK12  | 20 set 2000 | Socorro             | LINEAR          | —         | MPC                           |
| 62142             | 2000 SQ13  | 21 set 2000 | Socorro             | LINEAR          | —         | MPC                           |
| 62143             | 2000 SJ14  | 23 set 2000 | Socorro             | LINEAR          | —         | MPC                           |
| 62144             | 2000 SU15  | 23 set 2000 | Socorro             | LINEAR          | Phocaea   | MPC                           |
| 62145             | 2000 SH16  | 23 set 2000 | Socorro             | LINEAR          | —         | MPC                           |
| 62146             | 2000 SV16  | 23 set 2000 | Socorro             | LINEAR          | —         | MPC                           |
| 62147             | 2000 SB18  | 23 set 2000 | Socorro             | LINEAR          | —         | MPC                           |
| 62148             | 2000 SQ18  | 23 set 2000 | Socorro             | LINEAR          | —         | MPC                           |
| 62149             | 2000 ST19  | 23 set 2000 | Socorro             | LINEAR          | —         | MPC                           |
| 62150             | 2000 SE20  | 23 set 2000 | Socorro             | LINEAR          | —         | MPC                           |
| 62151             | 2000 SZ20  | 24 set 2000 | Bisei SG Center     | BATTeRS         | —         | MPC                           |
| 62152             | 2000 SC21  | 24 set 2000 | Bisei SG Center     | BATTeRS         | —         | MPC                           |
| 62153             | 2000 SD21  | 24 set 2000 | Bisei SG Center     | BATTeRS         | —         | MPC                           |
| 62154             | 2000 SH22  | 20 set 2000 | Haleakalā           | NEAT            | —         | MPC                           |
| 62155             | 2000 SD23  | 25 set 2000 | Višnjan Observatory | K. Korlević     | —         | MPC                           |
| 62156             | 2000 SL23  | 26 set 2000 | Višnjan Observatory | K. Korlević     | Phocaea   | MPC                           |
| 62157             | 2000 SH24  | 24 set 2000 | Socorro             | LINEAR          | —         | MPC                           |
| 62158             | 2000 SK25  | 23 set 2000 | Socorro             | LINEAR          | —         | MPC                           |
| 62159             | 2000 SO25  | 23 set 2000 | Socorro             | LINEAR          | —         | MPC                           |
| 62160             | 2000 ST25  | 23 set 2000 | Socorro             | LINEAR          | —         | MPC                           |
| 62161             | 2000 SU25  | 23 set 2000 | Socorro             | LINEAR          | —         | MPC                           |
| 62162             | 2000 SJ26  | 23 set 2000 | Socorro             | LINEAR          | —         | MPC                           |
| 62163             | 2000 SE27  | 23 set 2000 | Socorro             | LINEAR          | —         | MPC                           |
| 62164             | 2000 SB28  | 23 set 2000 | Socorro             | LINEAR          | Brangane  | MPC                           |
| 62165             | 2000 SM29  | 24 set 2000 | Socorro             | LINEAR          | Ursula    | MPC                           |
| 62166             | 2000 SM30  | 24 set 2000 | Socorro             | LINEAR          | —         | MPC                           |
| 62167             | 2000 SG31  | 24 set 2000 | Socorro             | LINEAR          | —         | MPC                           |
| 62168             | 2000 SK32  | 24 set 2000 | Socorro             | LINEAR          | —         | MPC                           |
| 62169             | 2000 SZ32  | 24 set 2000 | Socorro             | LINEAR          | —         | MPC                           |
| 62170             | 2000 SD33  | 24 set 2000 | Socorro             | LINEAR          | —         | MPC                           |
| 62171             | 2000 SH33  | 24 set 2000 | Socorro             | LINEAR          | —         | MPC                           |
| 62172             | 2000 SV34  | 24 set 2000 | Socorro             | LINEAR          | —         | MPC                           |
| 62173             | 2000 SW34  | 24 set 2000 | Socorro             | LINEAR          | —         | MPC                           |
| 62174             | 2000 SX35  | 24 set 2000 | Socorro             | LINEAR          | —         | MPC                           |
| 62175             | 2000 SZ35  | 24 set 2000 | Socorro             | LINEAR          | —         | MPC                           |
| 62176             | 2000 SJ36  | 24 set 2000 | Socorro             | LINEAR          | —         | MPC                           |
| 62177             | 2000 SG37  | 24 set 2000 | Socorro             | LINEAR          | —         | MPC                           |
| 62178             | 2000 SN37  | 24 set 2000 | Socorro             | LINEAR          | —         | MPC                           |
| 62179             | 2000 SR37  | 24 set 2000 | Socorro             | LINEAR          | —         | MPC                           |
| 62180             | 2000 SA38  | 24 set 2000 | Socorro             | LINEAR          | Brangane  | MPC                           |
| 62181             | 2000 SC38  | 24 set 2000 | Socorro             | LINEAR          | —         | MPC                           |
| 62182             | 2000 SD38  | 24 set 2000 | Socorro             | LINEAR          | —         | MPC                           |
| 62183             | 2000 SM38  | 24 set 2000 | Socorro             | LINEAR          | —         | MPC                           |
| 62184             | 2000 SQ38  | 24 set 2000 | Socorro             | LINEAR          | —         | MPC                           |
| 62185             | 2000 SK39  | 24 set 2000 | Socorro             | LINEAR          | Brangane  | MPC                           |
| 62186             | 2000 SS39  | 24 set 2000 | Socorro             | LINEAR          | —         | MPC                           |
| 62187             | 2000 SB40  | 24 set 2000 | Socorro             | LINEAR          | —         | MPC                           |
| 62188             | 2000 SK41  | 24 set 2000 | Socorro             | LINEAR          | —         | MPC                           |
| 62189             | 2000 SQ41  | 24 set 2000 | Socorro             | LINEAR          | Brangane  | MPC                           |
| 62190 Augusthorch | 2000 SS44  | 26 set 2000 | Drebach             | J. Kandler      | —         | MPC                           |
| 62191             | 2000 SX45  | 22 set 2000 | Socorro             | LINEAR          | —         | MPC                           |
| 62192             | 2000 SL46  | 23 set 2000 | Socorro             | LINEAR          | Phocaea   | MPC                           |
| 62193             | 2000 SS47  | 23 set 2000 | Socorro             | LINEAR          | —         | MPC                           |
| 62194             | 2000 SV47  | 23 set 2000 | Socorro             | LINEAR          | —         | MPC                           |
| 62195             | 2000 SM48  | 23 set 2000 | Socorro             | LINEAR          | —         | MPC                           |
| 62196             | 2000 SD49  | 23 set 2000 | Socorro             | LINEAR          | —         | MPC                           |
| 62197             | 2000 SQ51  | 23 set 2000 | Socorro             | LINEAR          | —         | MPC                           |
| 62198             | 2000 SS52  | 24 set 2000 | Socorro             | LINEAR          | —         | MPC                           |
| 62199             | 2000 SC53  | 24 set 2000 | Socorro             | LINEAR          | Brangane  | MPC                           |
| 62200             | 2000 SX53  | 24 set 2000 | Socorro             | LINEAR          | —         | MPC                           |

## 62201–62300
| Designação | Designação | Descoberta  | Descoberta | Descobridor(es) | Categoria | Mais informações / Referência |
| Permanente | Provisória | Data        | Local      | Descobridor(es) | Categoria | Mais informações / Referência |
| ---------- | ---------- | ----------- | ---------- | --------------- | --------- | ----------------------------- |
| 62201      | 2000 SW54  | 24 set 2000 | Socorro    | LINEAR          | —         | MPC                           |
| 62202      | 2000 SY54  | 24 set 2000 | Socorro    | LINEAR          | —         | MPC                           |
| 62203      | 2000 SA55  | 24 set 2000 | Socorro    | LINEAR          | —         | MPC                           |
| 62204      | 2000 SP55  | 24 set 2000 | Socorro    | LINEAR          | —         | MPC                           |
| 62205      | 2000 SQ56  | 24 set 2000 | Socorro    | LINEAR          | —         | MPC                           |
| 62206      | 2000 SQ58  | 24 set 2000 | Socorro    | LINEAR          | —         | MPC                           |
| 62207      | 2000 SX58  | 24 set 2000 | Socorro    | LINEAR          | —         | MPC                           |
| 62208      | 2000 SL60  | 24 set 2000 | Socorro    | LINEAR          | —         | MPC                           |
| 62209      | 2000 SF61  | 24 set 2000 | Socorro    | LINEAR          | —         | MPC                           |
| 62210      | 2000 SN61  | 24 set 2000 | Socorro    | LINEAR          | —         | MPC                           |
| 62211      | 2000 SO61  | 24 set 2000 | Socorro    | LINEAR          | —         | MPC                           |
| 62212      | 2000 SA62  | 24 set 2000 | Socorro    | LINEAR          | —         | MPC                           |
| 62213      | 2000 SL63  | 24 set 2000 | Socorro    | LINEAR          | —         | MPC                           |
| 62214      | 2000 SU63  | 24 set 2000 | Socorro    | LINEAR          | —         | MPC                           |
| 62215      | 2000 SY63  | 24 set 2000 | Socorro    | LINEAR          | —         | MPC                           |
| 62216      | 2000 SE64  | 24 set 2000 | Socorro    | LINEAR          | —         | MPC                           |
| 62217      | 2000 SJ64  | 24 set 2000 | Socorro    | LINEAR          | Phocaea   | MPC                           |
| 62218      | 2000 SA65  | 24 set 2000 | Socorro    | LINEAR          | —         | MPC                           |
| 62219      | 2000 SY65  | 24 set 2000 | Socorro    | LINEAR          | —         | MPC                           |
| 62220      | 2000 ST66  | 24 set 2000 | Socorro    | LINEAR          | Brangane  | MPC                           |
| 62221      | 2000 SA67  | 24 set 2000 | Socorro    | LINEAR          | —         | MPC                           |
| 62222      | 2000 SB67  | 24 set 2000 | Socorro    | LINEAR          | —         | MPC                           |
| 62223      | 2000 SG67  | 24 set 2000 | Socorro    | LINEAR          | —         | MPC                           |
| 62224      | 2000 SJ67  | 24 set 2000 | Socorro    | LINEAR          | —         | MPC                           |
| 62225      | 2000 SZ67  | 24 set 2000 | Socorro    | LINEAR          | —         | MPC                           |
| 62226      | 2000 SD68  | 24 set 2000 | Socorro    | LINEAR          | —         | MPC                           |
| 62227      | 2000 SQ68  | 24 set 2000 | Socorro    | LINEAR          | —         | MPC                           |
| 62228      | 2000 SK69  | 24 set 2000 | Socorro    | LINEAR          | Mitidika  | MPC                           |
| 62229      | 2000 SV70  | 24 set 2000 | Socorro    | LINEAR          | —         | MPC                           |
| 62230      | 2000 SN71  | 24 set 2000 | Socorro    | LINEAR          | —         | MPC                           |
| 62231      | 2000 SQ71  | 24 set 2000 | Socorro    | LINEAR          | —         | MPC                           |
| 62232      | 2000 SM72  | 24 set 2000 | Socorro    | LINEAR          | —         | MPC                           |
| 62233      | 2000 SP72  | 24 set 2000 | Socorro    | LINEAR          | —         | MPC                           |
| 62234      | 2000 SA73  | 24 set 2000 | Socorro    | LINEAR          | —         | MPC                           |
| 62235      | 2000 SJ73  | 24 set 2000 | Socorro    | LINEAR          | —         | MPC                           |
| 62236      | 2000 SK73  | 24 set 2000 | Socorro    | LINEAR          | —         | MPC                           |
| 62237      | 2000 SU73  | 24 set 2000 | Socorro    | LINEAR          | —         | MPC                           |
| 62238      | 2000 SF74  | 24 set 2000 | Socorro    | LINEAR          | —         | MPC                           |
| 62239      | 2000 SQ74  | 24 set 2000 | Socorro    | LINEAR          | —         | MPC                           |
| 62240      | 2000 SM75  | 24 set 2000 | Socorro    | LINEAR          | —         | MPC                           |
| 62241      | 2000 SW75  | 24 set 2000 | Socorro    | LINEAR          | Juno      | MPC                           |
| 62242      | 2000 SH76  | 24 set 2000 | Socorro    | LINEAR          | —         | MPC                           |
| 62243      | 2000 SO76  | 24 set 2000 | Socorro    | LINEAR          | Brangane  | MPC                           |
| 62244      | 2000 SM77  | 24 set 2000 | Socorro    | LINEAR          | Juno      | MPC                           |
| 62245      | 2000 SQ77  | 24 set 2000 | Socorro    | LINEAR          | —         | MPC                           |
| 62246      | 2000 SK78  | 24 set 2000 | Socorro    | LINEAR          | —         | MPC                           |
| 62247      | 2000 SZ78  | 24 set 2000 | Socorro    | LINEAR          | —         | MPC                           |
| 62248      | 2000 SQ79  | 24 set 2000 | Socorro    | LINEAR          | —         | MPC                           |
| 62249      | 2000 SU79  | 24 set 2000 | Socorro    | LINEAR          | —         | MPC                           |
| 62250      | 2000 SY80  | 24 set 2000 | Socorro    | LINEAR          | —         | MPC                           |
| 62251      | 2000 SG81  | 24 set 2000 | Socorro    | LINEAR          | —         | MPC                           |
| 62252      | 2000 SW82  | 24 set 2000 | Socorro    | LINEAR          | —         | MPC                           |
| 62253      | 2000 SM83  | 24 set 2000 | Socorro    | LINEAR          | Brangane  | MPC                           |
| 62254      | 2000 SR83  | 24 set 2000 | Socorro    | LINEAR          | —         | MPC                           |
| 62255      | 2000 SV83  | 24 set 2000 | Socorro    | LINEAR          | Themis    | MPC                           |
| 62256      | 2000 SC84  | 24 set 2000 | Socorro    | LINEAR          | —         | MPC                           |
| 62257      | 2000 SH85  | 24 set 2000 | Socorro    | LINEAR          | —         | MPC                           |
| 62258      | 2000 SJ85  | 24 set 2000 | Socorro    | LINEAR          | —         | MPC                           |
| 62259      | 2000 SQ85  | 24 set 2000 | Socorro    | LINEAR          | —         | MPC                           |
| 62260      | 2000 SS85  | 24 set 2000 | Socorro    | LINEAR          | —         | MPC                           |
| 62261      | 2000 SX85  | 24 set 2000 | Socorro    | LINEAR          | —         | MPC                           |
| 62262      | 2000 SO86  | 24 set 2000 | Socorro    | LINEAR          | —         | MPC                           |
| 62263      | 2000 SD87  | 24 set 2000 | Socorro    | LINEAR          | —         | MPC                           |
| 62264      | 2000 SA88  | 24 set 2000 | Socorro    | LINEAR          | —         | MPC                           |
| 62265      | 2000 SX88  | 25 set 2000 | Socorro    | LINEAR          | —         | MPC                           |
| 62266      | 2000 SZ88  | 25 set 2000 | Socorro    | LINEAR          | —         | MPC                           |
| 62267      | 2000 SA90  | 22 set 2000 | Socorro    | LINEAR          | —         | MPC                           |
| 62268      | 2000 SQ90  | 22 set 2000 | Socorro    | LINEAR          | —         | MPC                           |
| 62269      | 2000 SD91  | 22 set 2000 | Socorro    | LINEAR          | Chimaera  | MPC                           |
| 62270      | 2000 SJ91  | 23 set 2000 | Socorro    | LINEAR          | —         | MPC                           |
| 62271      | 2000 SC93  | 23 set 2000 | Socorro    | LINEAR          | —         | MPC                           |
| 62272      | 2000 SQ96  | 23 set 2000 | Socorro    | LINEAR          | —         | MPC                           |
| 62273      | 2000 ST97  | 23 set 2000 | Socorro    | LINEAR          | —         | MPC                           |
| 62274      | 2000 SH98  | 23 set 2000 | Socorro    | LINEAR          | —         | MPC                           |
| 62275      | 2000 SK98  | 23 set 2000 | Socorro    | LINEAR          | —         | MPC                           |
| 62276      | 2000 SN100 | 23 set 2000 | Socorro    | LINEAR          | —         | MPC                           |
| 62277      | 2000 SX100 | 23 set 2000 | Socorro    | LINEAR          | —         | MPC                           |
| 62278      | 2000 ST103 | 24 set 2000 | Socorro    | LINEAR          | —         | MPC                           |
| 62279      | 2000 SA105 | 24 set 2000 | Socorro    | LINEAR          | —         | MPC                           |
| 62280      | 2000 SX105 | 24 set 2000 | Socorro    | LINEAR          | —         | MPC                           |
| 62281      | 2000 SD106 | 24 set 2000 | Socorro    | LINEAR          | —         | MPC                           |
| 62282      | 2000 SS106 | 24 set 2000 | Socorro    | LINEAR          | —         | MPC                           |
| 62283      | 2000 SY107 | 24 set 2000 | Socorro    | LINEAR          | —         | MPC                           |
| 62284      | 2000 SD108 | 24 set 2000 | Socorro    | LINEAR          | —         | MPC                           |
| 62285      | 2000 SZ109 | 24 set 2000 | Socorro    | LINEAR          | —         | MPC                           |
| 62286      | 2000 SE110 | 24 set 2000 | Socorro    | LINEAR          | —         | MPC                           |
| 62287      | 2000 SG110 | 24 set 2000 | Socorro    | LINEAR          | —         | MPC                           |
| 62288      | 2000 SH110 | 24 set 2000 | Socorro    | LINEAR          | —         | MPC                           |
| 62289      | 2000 SX110 | 24 set 2000 | Socorro    | LINEAR          | —         | MPC                           |
| 62290      | 2000 SZ111 | 24 set 2000 | Socorro    | LINEAR          | Chloris   | MPC                           |
| 62291      | 2000 SN112 | 24 set 2000 | Socorro    | LINEAR          | —         | MPC                           |
| 62292      | 2000 SO113 | 24 set 2000 | Socorro    | LINEAR          | Eos       | MPC                           |
| 62293      | 2000 SR113 | 24 set 2000 | Socorro    | LINEAR          | —         | MPC                           |
| 62294      | 2000 ST113 | 24 set 2000 | Socorro    | LINEAR          | —         | MPC                           |
| 62295      | 2000 SV114 | 24 set 2000 | Socorro    | LINEAR          | —         | MPC                           |
| 62296      | 2000 SU115 | 24 set 2000 | Socorro    | LINEAR          | —         | MPC                           |
| 62297      | 2000 SF116 | 24 set 2000 | Socorro    | LINEAR          | Ursula    | MPC                           |
| 62298      | 2000 SK116 | 24 set 2000 | Socorro    | LINEAR          | —         | MPC                           |
| 62299      | 2000 SN116 | 24 set 2000 | Socorro    | LINEAR          | —         | MPC                           |
| 62300      | 2000 SY116 | 24 set 2000 | Socorro    | LINEAR          | —         | MPC                           |

## 62301–62400
| Designação | Designação | Descoberta  | Descoberta | Descobridor(es) | Categoria | Mais informações / Referência |
| Permanente | Provisória | Data        | Local      | Descobridor(es) | Categoria | Mais informações / Referência |
| ---------- | ---------- | ----------- | ---------- | --------------- | --------- | ----------------------------- |
| 62301      | 2000 SE117 | 24 set 2000 | Socorro    | LINEAR          | —         | MPC                           |
| 62302      | 2000 SJ117 | 24 set 2000 | Socorro    | LINEAR          | —         | MPC                           |
| 62303      | 2000 SL117 | 24 set 2000 | Socorro    | LINEAR          | —         | MPC                           |
| 62304      | 2000 SM117 | 24 set 2000 | Socorro    | LINEAR          | —         | MPC                           |
| 62305      | 2000 SP117 | 24 set 2000 | Socorro    | LINEAR          | —         | MPC                           |
| 62306      | 2000 SS117 | 24 set 2000 | Socorro    | LINEAR          | —         | MPC                           |
| 62307      | 2000 SA118 | 24 set 2000 | Socorro    | LINEAR          | —         | MPC                           |
| 62308      | 2000 SH118 | 24 set 2000 | Socorro    | LINEAR          | —         | MPC                           |
| 62309      | 2000 SL118 | 24 set 2000 | Socorro    | LINEAR          | —         | MPC                           |
| 62310      | 2000 SP118 | 24 set 2000 | Socorro    | LINEAR          | —         | MPC                           |
| 62311      | 2000 SF119 | 24 set 2000 | Socorro    | LINEAR          | —         | MPC                           |
| 62312      | 2000 SL119 | 24 set 2000 | Socorro    | LINEAR          | —         | MPC                           |
| 62313      | 2000 SM119 | 24 set 2000 | Socorro    | LINEAR          | —         | MPC                           |
| 62314      | 2000 SU119 | 24 set 2000 | Socorro    | LINEAR          | Brangane  | MPC                           |
| 62315      | 2000 SV119 | 24 set 2000 | Socorro    | LINEAR          | —         | MPC                           |
| 62316      | 2000 SO120 | 24 set 2000 | Socorro    | LINEAR          | Ursula    | MPC                           |
| 62317      | 2000 SU121 | 24 set 2000 | Socorro    | LINEAR          | —         | MPC                           |
| 62318      | 2000 SZ121 | 24 set 2000 | Socorro    | LINEAR          | —         | MPC                           |
| 62319      | 2000 SD122 | 24 set 2000 | Socorro    | LINEAR          | —         | MPC                           |
| 62320      | 2000 SC123 | 24 set 2000 | Socorro    | LINEAR          | —         | MPC                           |
| 62321      | 2000 SP123 | 24 set 2000 | Socorro    | LINEAR          | —         | MPC                           |
| 62322      | 2000 ST123 | 24 set 2000 | Socorro    | LINEAR          | —         | MPC                           |
| 62323      | 2000 SX123 | 24 set 2000 | Socorro    | LINEAR          | —         | MPC                           |
| 62324      | 2000 SY123 | 24 set 2000 | Socorro    | LINEAR          | —         | MPC                           |
| 62325      | 2000 SC124 | 24 set 2000 | Socorro    | LINEAR          | —         | MPC                           |
| 62326      | 2000 SE124 | 24 set 2000 | Socorro    | LINEAR          | —         | MPC                           |
| 62327      | 2000 SH124 | 24 set 2000 | Socorro    | LINEAR          | —         | MPC                           |
| 62328      | 2000 SM124 | 24 set 2000 | Socorro    | LINEAR          | —         | MPC                           |
| 62329      | 2000 SN124 | 24 set 2000 | Socorro    | LINEAR          | —         | MPC                           |
| 62330      | 2000 SF125 | 24 set 2000 | Socorro    | LINEAR          | Ursula    | MPC                           |
| 62331      | 2000 ST126 | 24 set 2000 | Socorro    | LINEAR          | —         | MPC                           |
| 62332      | 2000 SX126 | 24 set 2000 | Socorro    | LINEAR          | —         | MPC                           |
| 62333      | 2000 SE127 | 24 set 2000 | Socorro    | LINEAR          | Brangane  | MPC                           |
| 62334      | 2000 SF127 | 24 set 2000 | Socorro    | LINEAR          | —         | MPC                           |
| 62335      | 2000 SJ127 | 24 set 2000 | Socorro    | LINEAR          | Mitidika  | MPC                           |
| 62336      | 2000 SM127 | 24 set 2000 | Socorro    | LINEAR          | —         | MPC                           |
| 62337      | 2000 SW127 | 24 set 2000 | Socorro    | LINEAR          | —         | MPC                           |
| 62338      | 2000 SN128 | 24 set 2000 | Socorro    | LINEAR          | —         | MPC                           |
| 62339      | 2000 SX129 | 22 set 2000 | Socorro    | LINEAR          | —         | MPC                           |
| 62340      | 2000 SO130 | 22 set 2000 | Socorro    | LINEAR          | Chimaera  | MPC                           |
| 62341      | 2000 SE131 | 22 set 2000 | Socorro    | LINEAR          | —         | MPC                           |
| 62342      | 2000 SD132 | 22 set 2000 | Socorro    | LINEAR          | —         | MPC                           |
| 62343      | 2000 SQ132 | 22 set 2000 | Socorro    | LINEAR          | —         | MPC                           |
| 62344      | 2000 SA134 | 23 set 2000 | Socorro    | LINEAR          | —         | MPC                           |
| 62345      | 2000 SW134 | 23 set 2000 | Socorro    | LINEAR          | Brangane  | MPC                           |
| 62346      | 2000 SN135 | 23 set 2000 | Socorro    | LINEAR          | —         | MPC                           |
| 62347      | 2000 SL138 | 23 set 2000 | Socorro    | LINEAR          | —         | MPC                           |
| 62348      | 2000 SB142 | 23 set 2000 | Socorro    | LINEAR          | Brangane  | MPC                           |
| 62349      | 2000 SH142 | 23 set 2000 | Socorro    | LINEAR          | —         | MPC                           |
| 62350      | 2000 SA143 | 23 set 2000 | Socorro    | LINEAR          | —         | MPC                           |
| 62351      | 2000 SB143 | 23 set 2000 | Socorro    | LINEAR          | —         | MPC                           |
| 62352      | 2000 SG143 | 23 set 2000 | Socorro    | LINEAR          | —         | MPC                           |
| 62353      | 2000 SH143 | 23 set 2000 | Socorro    | LINEAR          | —         | MPC                           |
| 62354      | 2000 SQ143 | 24 set 2000 | Socorro    | LINEAR          | Brangane  | MPC                           |
| 62355      | 2000 SX144 | 24 set 2000 | Socorro    | LINEAR          | —         | MPC                           |
| 62356      | 2000 SG146 | 24 set 2000 | Socorro    | LINEAR          | —         | MPC                           |
| 62357      | 2000 SP146 | 24 set 2000 | Socorro    | LINEAR          | —         | MPC                           |
| 62358      | 2000 SY147 | 24 set 2000 | Socorro    | LINEAR          | —         | MPC                           |
| 62359      | 2000 SB148 | 24 set 2000 | Socorro    | LINEAR          | —         | MPC                           |
| 62360      | 2000 SL148 | 24 set 2000 | Socorro    | LINEAR          | —         | MPC                           |
| 62361      | 2000 SX148 | 24 set 2000 | Socorro    | LINEAR          | —         | MPC                           |
| 62362      | 2000 SZ148 | 24 set 2000 | Socorro    | LINEAR          | Mitidika  | MPC                           |
| 62363      | 2000 SG149 | 24 set 2000 | Socorro    | LINEAR          | —         | MPC                           |
| 62364      | 2000 SN149 | 24 set 2000 | Socorro    | LINEAR          | —         | MPC                           |
| 62365      | 2000 SY149 | 24 set 2000 | Socorro    | LINEAR          | —         | MPC                           |
| 62366      | 2000 SD150 | 24 set 2000 | Socorro    | LINEAR          | —         | MPC                           |
| 62367      | 2000 SF150 | 24 set 2000 | Socorro    | LINEAR          | —         | MPC                           |
| 62368      | 2000 SG150 | 24 set 2000 | Socorro    | LINEAR          | —         | MPC                           |
| 62369      | 2000 SK150 | 24 set 2000 | Socorro    | LINEAR          | —         | MPC                           |
| 62370      | 2000 SM150 | 24 set 2000 | Socorro    | LINEAR          | —         | MPC                           |
| 62371      | 2000 SR150 | 24 set 2000 | Socorro    | LINEAR          | —         | MPC                           |
| 62372      | 2000 SX150 | 24 set 2000 | Socorro    | LINEAR          | —         | MPC                           |
| 62373      | 2000 SE151 | 24 set 2000 | Socorro    | LINEAR          | —         | MPC                           |
| 62374      | 2000 SW151 | 24 set 2000 | Socorro    | LINEAR          | —         | MPC                           |
| 62375      | 2000 SG152 | 24 set 2000 | Socorro    | LINEAR          | —         | MPC                           |
| 62376      | 2000 SU153 | 24 set 2000 | Socorro    | LINEAR          | —         | MPC                           |
| 62377      | 2000 SJ154 | 24 set 2000 | Socorro    | LINEAR          | Phocaea   | MPC                           |
| 62378      | 2000 SN154 | 24 set 2000 | Socorro    | LINEAR          | —         | MPC                           |
| 62379      | 2000 SA155 | 24 set 2000 | Socorro    | LINEAR          | —         | MPC                           |
| 62380      | 2000 SF155 | 24 set 2000 | Socorro    | LINEAR          | —         | MPC                           |
| 62381      | 2000 SO155 | 24 set 2000 | Socorro    | LINEAR          | —         | MPC                           |
| 62382      | 2000 SM156 | 24 set 2000 | Socorro    | LINEAR          | —         | MPC                           |
| 62383      | 2000 SS156 | 24 set 2000 | Socorro    | LINEAR          | Brangane  | MPC                           |
| 62384      | 2000 SX156 | 26 set 2000 | Socorro    | LINEAR          | —         | MPC                           |
| 62385      | 2000 ST157 | 27 set 2000 | Socorro    | LINEAR          | —         | MPC                           |
| 62386      | 2000 SR161 | 20 set 2000 | Haleakalā  | NEAT            | —         | MPC                           |
| 62387      | 2000 SQ162 | 22 set 2000 | Haleakala  | NEAT            | —         | MPC                           |
| 62388      | 2000 SW162 | 30 set 2000 | Elmira     | A. J. Cecce     | —         | MPC                           |
| 62389      | 2000 SE165 | 23 set 2000 | Socorro    | LINEAR          | Phocaea   | MPC                           |
| 62390      | 2000 SA166 | 23 set 2000 | Socorro    | LINEAR          | —         | MPC                           |
| 62391      | 2000 SK167 | 23 set 2000 | Socorro    | LINEAR          | —         | MPC                           |
| 62392      | 2000 SW168 | 23 set 2000 | Socorro    | LINEAR          | —         | MPC                           |
| 62393      | 2000 SM169 | 24 set 2000 | Socorro    | LINEAR          | —         | MPC                           |
| 62394      | 2000 SU169 | 24 set 2000 | Socorro    | LINEAR          | —         | MPC                           |
| 62395      | 2000 SZ169 | 24 set 2000 | Socorro    | LINEAR          | —         | MPC                           |
| 62396      | 2000 SE170 | 24 set 2000 | Socorro    | LINEAR          | Phocaea   | MPC                           |
| 62397      | 2000 SM170 | 24 set 2000 | Socorro    | LINEAR          | Eos       | MPC                           |
| 62398      | 2000 SR170 | 24 set 2000 | Socorro    | LINEAR          | —         | MPC                           |
| 62399      | 2000 SV170 | 24 set 2000 | Socorro    | LINEAR          | —         | MPC                           |
| 62400      | 2000 SA171 | 24 set 2000 | Socorro    | LINEAR          | —         | MPC                           |

## 62401–62500
| Designação | Designação | Descoberta  | Descoberta | Descobridor(es) | Categoria | Mais informações / Referência |
| Permanente | Provisória | Data        | Local      | Descobridor(es) | Categoria | Mais informações / Referência |
| ---------- | ---------- | ----------- | ---------- | --------------- | --------- | ----------------------------- |
| 62401      | 2000 SD171 | 24 set 2000 | Socorro    | LINEAR          | —         | MPC                           |
| 62402      | 2000 SM171 | 24 set 2000 | Socorro    | LINEAR          | —         | MPC                           |
| 62403      | 2000 SL172 | 27 set 2000 | Socorro    | LINEAR          | —         | MPC                           |
| 62404      | 2000 SQ173 | 28 set 2000 | Socorro    | LINEAR          | —         | MPC                           |
| 62405      | 2000 SR175 | 28 set 2000 | Socorro    | LINEAR          | —         | MPC                           |
| 62406      | 2000 SN176 | 28 set 2000 | Socorro    | LINEAR          | —         | MPC                           |
| 62407      | 2000 SO176 | 28 set 2000 | Socorro    | LINEAR          | —         | MPC                           |
| 62408      | 2000 SU176 | 28 set 2000 | Socorro    | LINEAR          | —         | MPC                           |
| 62409      | 2000 SR177 | 28 set 2000 | Socorro    | LINEAR          | Brangane  | MPC                           |
| 62410      | 2000 SN178 | 28 set 2000 | Socorro    | LINEAR          | —         | MPC                           |
| 62411      | 2000 SX178 | 28 set 2000 | Socorro    | LINEAR          | —         | MPC                           |
| 62412      | 2000 SY178 | 28 set 2000 | Socorro    | LINEAR          | Ursula    | MPC                           |
| 62413      | 2000 SE179 | 28 set 2000 | Socorro    | LINEAR          | —         | MPC                           |
| 62414      | 2000 SV179 | 28 set 2000 | Socorro    | LINEAR          | —         | MPC                           |
| 62415      | 2000 SA180 | 28 set 2000 | Socorro    | LINEAR          | —         | MPC                           |
| 62416      | 2000 SS180 | 28 set 2000 | Socorro    | LINEAR          | —         | MPC                           |
| 62417      | 2000 ST181 | 19 set 2000 | Haleakalā  | NEAT            | —         | MPC                           |
| 62418      | 2000 SR182 | 20 set 2000 | Socorro    | LINEAR          | —         | MPC                           |
| 62419      | 2000 SX183 | 20 set 2000 | Haleakalā  | NEAT            | —         | MPC                           |
| 62420      | 2000 SH184 | 20 set 2000 | Haleakala  | NEAT            | —         | MPC                           |
| 62421      | 2000 SJ184 | 20 set 2000 | Haleakala  | NEAT            | —         | MPC                           |
| 62422      | 2000 SK184 | 20 set 2000 | Haleakala  | NEAT            | —         | MPC                           |
| 62423      | 2000 SM184 | 20 set 2000 | Haleakala  | NEAT            | —         | MPC                           |
| 62424      | 2000 SX184 | 20 set 2000 | Haleakala  | NEAT            | —         | MPC                           |
| 62425      | 2000 SM186 | 21 set 2000 | Haleakala  | NEAT            | —         | MPC                           |
| 62426      | 2000 SX186 | 21 set 2000 | Haleakala  | NEAT            | —         | MPC                           |
| 62427      | 2000 SH187 | 21 set 2000 | Haleakala  | NEAT            | —         | MPC                           |
| 62428      | 2000 SM187 | 21 set 2000 | Haleakala  | NEAT            | —         | MPC                           |
| 62429      | 2000 SQ187 | 21 set 2000 | Haleakala  | NEAT            | —         | MPC                           |
| 62430      | 2000 SV187 | 21 set 2000 | Haleakala  | NEAT            | —         | MPC                           |
| 62431      | 2000 SG188 | 21 set 2000 | Haleakala  | NEAT            | —         | MPC                           |
| 62432      | 2000 SH188 | 21 set 2000 | Haleakala  | NEAT            | —         | MPC                           |
| 62433      | 2000 SO188 | 21 set 2000 | Haleakala  | NEAT            | —         | MPC                           |
| 62434      | 2000 SW189 | 22 set 2000 | Haleakala  | NEAT            | —         | MPC                           |
| 62435      | 2000 SN190 | 23 set 2000 | Socorro    | LINEAR          | —         | MPC                           |
| 62436      | 2000 SR192 | 24 set 2000 | Socorro    | LINEAR          | Brangane  | MPC                           |
| 62437      | 2000 SY198 | 24 set 2000 | Socorro    | LINEAR          | —         | MPC                           |
| 62438      | 2000 SF199 | 24 set 2000 | Socorro    | LINEAR          | —         | MPC                           |
| 62439      | 2000 SK200 | 24 set 2000 | Socorro    | LINEAR          | —         | MPC                           |
| 62440      | 2000 SR201 | 24 set 2000 | Socorro    | LINEAR          | —         | MPC                           |
| 62441      | 2000 SX202 | 24 set 2000 | Socorro    | LINEAR          | —         | MPC                           |
| 62442      | 2000 SA204 | 24 set 2000 | Socorro    | LINEAR          | —         | MPC                           |
| 62443      | 2000 SN204 | 24 set 2000 | Socorro    | LINEAR          | —         | MPC                           |
| 62444      | 2000 SO206 | 24 set 2000 | Socorro    | LINEAR          | —         | MPC                           |
| 62445      | 2000 SF207 | 24 set 2000 | Socorro    | LINEAR          | —         | MPC                           |
| 62446      | 2000 SH207 | 24 set 2000 | Socorro    | LINEAR          | —         | MPC                           |
| 62447      | 2000 SR207 | 24 set 2000 | Socorro    | LINEAR          | —         | MPC                           |
| 62448      | 2000 SC208 | 24 set 2000 | Socorro    | LINEAR          | —         | MPC                           |
| 62449      | 2000 SD208 | 24 set 2000 | Socorro    | LINEAR          | Eos       | MPC                           |
| 62450      | 2000 SE208 | 24 set 2000 | Socorro    | LINEAR          | —         | MPC                           |
| 62451      | 2000 SN208 | 25 set 2000 | Socorro    | LINEAR          | —         | MPC                           |
| 62452      | 2000 SO209 | 25 set 2000 | Socorro    | LINEAR          | —         | MPC                           |
| 62453      | 2000 SP209 | 25 set 2000 | Socorro    | LINEAR          | —         | MPC                           |
| 62454      | 2000 SQ209 | 25 set 2000 | Socorro    | LINEAR          | Brangane  | MPC                           |
| 62455      | 2000 SK210 | 25 set 2000 | Socorro    | LINEAR          | —         | MPC                           |
| 62456      | 2000 SL210 | 25 set 2000 | Socorro    | LINEAR          | —         | MPC                           |
| 62457      | 2000 SO210 | 25 set 2000 | Socorro    | LINEAR          | —         | MPC                           |
| 62458      | 2000 SP211 | 25 set 2000 | Socorro    | LINEAR          | —         | MPC                           |
| 62459      | 2000 SX211 | 25 set 2000 | Socorro    | LINEAR          | —         | MPC                           |
| 62460      | 2000 SY211 | 25 set 2000 | Socorro    | LINEAR          | —         | MPC                           |
| 62461      | 2000 SH212 | 25 set 2000 | Socorro    | LINEAR          | —         | MPC                           |
| 62462      | 2000 SO212 | 25 set 2000 | Socorro    | LINEAR          | —         | MPC                           |
| 62463      | 2000 SS212 | 25 set 2000 | Socorro    | LINEAR          | —         | MPC                           |
| 62464      | 2000 SF213 | 25 set 2000 | Socorro    | LINEAR          | —         | MPC                           |
| 62465      | 2000 SJ213 | 25 set 2000 | Socorro    | LINEAR          | Brangane  | MPC                           |
| 62466      | 2000 SR213 | 25 set 2000 | Socorro    | LINEAR          | —         | MPC                           |
| 62467      | 2000 SW213 | 25 set 2000 | Socorro    | LINEAR          | —         | MPC                           |
| 62468      | 2000 SA214 | 25 set 2000 | Socorro    | LINEAR          | —         | MPC                           |
| 62469      | 2000 SD215 | 26 set 2000 | Socorro    | LINEAR          | —         | MPC                           |
| 62470      | 2000 SH216 | 26 set 2000 | Socorro    | LINEAR          | —         | MPC                           |
| 62471      | 2000 SP216 | 26 set 2000 | Socorro    | LINEAR          | —         | MPC                           |
| 62472      | 2000 SO217 | 26 set 2000 | Socorro    | LINEAR          | —         | MPC                           |
| 62473      | 2000 SZ217 | 26 set 2000 | Socorro    | LINEAR          | Brangane  | MPC                           |
| 62474      | 2000 SP218 | 26 set 2000 | Socorro    | LINEAR          | —         | MPC                           |
| 62475      | 2000 SB219 | 26 set 2000 | Socorro    | LINEAR          | —         | MPC                           |
| 62476      | 2000 SH219 | 26 set 2000 | Socorro    | LINEAR          | —         | MPC                           |
| 62477      | 2000 SJ219 | 26 set 2000 | Socorro    | LINEAR          | —         | MPC                           |
| 62478      | 2000 SK219 | 26 set 2000 | Socorro    | LINEAR          | —         | MPC                           |
| 62479      | 2000 SD220 | 26 set 2000 | Socorro    | LINEAR          | —         | MPC                           |
| 62480      | 2000 SU220 | 26 set 2000 | Socorro    | LINEAR          | —         | MPC                           |
| 62481      | 2000 SC221 | 26 set 2000 | Socorro    | LINEAR          | —         | MPC                           |
| 62482      | 2000 SE221 | 26 set 2000 | Socorro    | LINEAR          | —         | MPC                           |
| 62483      | 2000 SG221 | 26 set 2000 | Socorro    | LINEAR          | —         | MPC                           |
| 62484      | 2000 SN221 | 26 set 2000 | Socorro    | LINEAR          | —         | MPC                           |
| 62485      | 2000 SX221 | 26 set 2000 | Socorro    | LINEAR          | —         | MPC                           |
| 62486      | 2000 SC222 | 26 set 2000 | Socorro    | LINEAR          | —         | MPC                           |
| 62487      | 2000 SP222 | 26 set 2000 | Socorro    | LINEAR          | —         | MPC                           |
| 62488      | 2000 SN223 | 27 set 2000 | Socorro    | LINEAR          | —         | MPC                           |
| 62489      | 2000 SS223 | 27 set 2000 | Socorro    | LINEAR          | Pallas    | MPC                           |
| 62490      | 2000 SL224 | 27 set 2000 | Socorro    | LINEAR          | —         | MPC                           |
| 62491      | 2000 SN224 | 27 set 2000 | Socorro    | LINEAR          | —         | MPC                           |
| 62492      | 2000 ST224 | 27 set 2000 | Socorro    | LINEAR          | —         | MPC                           |
| 62493      | 2000 SK225 | 27 set 2000 | Socorro    | LINEAR          | —         | MPC                           |
| 62494      | 2000 SP225 | 27 set 2000 | Socorro    | LINEAR          | —         | MPC                           |
| 62495      | 2000 SQ226 | 27 set 2000 | Socorro    | LINEAR          | —         | MPC                           |
| 62496      | 2000 SA227 | 27 set 2000 | Socorro    | LINEAR          | Phocaea   | MPC                           |
| 62497      | 2000 SJ228 | 28 set 2000 | Socorro    | LINEAR          | —         | MPC                           |
| 62498      | 2000 SL228 | 28 set 2000 | Socorro    | LINEAR          | —         | MPC                           |
| 62499      | 2000 SK229 | 28 set 2000 | Socorro    | LINEAR          | —         | MPC                           |
| 62500      | 2000 SL229 | 28 set 2000 | Socorro    | LINEAR          | —         | MPC                           |

## 62501–62600
| Designação    | Designação | Descoberta  | Descoberta | Descobridor(es)      | Categoria | Mais informações / Referência |
| Permanente    | Provisória | Data        | Local      | Descobridor(es)      | Categoria | Mais informações / Referência |
| ------------- | ---------- | ----------- | ---------- | -------------------- | --------- | ----------------------------- |
| 62501         | 2000 SP229 | 28 set 2000 | Socorro    | LINEAR               | —         | MPC                           |
| 62502         | 2000 SZ229 | 28 set 2000 | Socorro    | LINEAR               | —         | MPC                           |
| 62503 Tomcave | 2000 SL233 | 30 set 2000 | Anza       | M. Collins, M. White | —         | MPC                           |
| 62504         | 2000 SZ233 | 21 set 2000 | Socorro    | LINEAR               | —         | MPC                           |
| 62505         | 2000 SF234 | 21 set 2000 | Socorro    | LINEAR               | —         | MPC                           |
| 62506         | 2000 SJ234 | 21 set 2000 | Socorro    | LINEAR               | —         | MPC                           |
| 62507         | 2000 SL235 | 24 set 2000 | Socorro    | LINEAR               | —         | MPC                           |
| 62508         | 2000 SV235 | 24 set 2000 | Socorro    | LINEAR               | —         | MPC                           |
| 62509         | 2000 SH237 | 24 set 2000 | Socorro    | LINEAR               | —         | MPC                           |
| 62510         | 2000 SW237 | 25 set 2000 | Socorro    | LINEAR               | —         | MPC                           |
| 62511         | 2000 SU239 | 28 set 2000 | Socorro    | LINEAR               | —         | MPC                           |
| 62512         | 2000 SF241 | 23 set 2000 | Socorro    | LINEAR               | —         | MPC                           |
| 62513         | 2000 SL241 | 24 set 2000 | Socorro    | LINEAR               | —         | MPC                           |
| 62514         | 2000 SX241 | 24 set 2000 | Socorro    | LINEAR               | —         | MPC                           |
| 62515         | 2000 SX242 | 24 set 2000 | Socorro    | LINEAR               | —         | MPC                           |
| 62516         | 2000 SN243 | 24 set 2000 | Socorro    | LINEAR               | —         | MPC                           |
| 62517         | 2000 SY244 | 24 set 2000 | Socorro    | LINEAR               | —         | MPC                           |
| 62518         | 2000 SM245 | 24 set 2000 | Socorro    | LINEAR               | —         | MPC                           |
| 62519         | 2000 SX246 | 24 set 2000 | Socorro    | LINEAR               | —         | MPC                           |
| 62520         | 2000 SV247 | 24 set 2000 | Socorro    | LINEAR               | —         | MPC                           |
| 62521         | 2000 SW247 | 24 set 2000 | Socorro    | LINEAR               | —         | MPC                           |
| 62522         | 2000 SL248 | 24 set 2000 | Socorro    | LINEAR               | —         | MPC                           |
| 62523         | 2000 SW249 | 24 set 2000 | Socorro    | LINEAR               | —         | MPC                           |
| 62524         | 2000 SL250 | 24 set 2000 | Socorro    | LINEAR               | Brangane  | MPC                           |
| 62525         | 2000 SD251 | 24 set 2000 | Socorro    | LINEAR               | —         | MPC                           |
| 62526         | 2000 SS251 | 24 set 2000 | Socorro    | LINEAR               | Brangane  | MPC                           |
| 62527         | 2000 SV251 | 24 set 2000 | Socorro    | LINEAR               | —         | MPC                           |
| 62528         | 2000 SG252 | 24 set 2000 | Socorro    | LINEAR               | —         | MPC                           |
| 62529         | 2000 SA253 | 24 set 2000 | Socorro    | LINEAR               | —         | MPC                           |
| 62530         | 2000 SU253 | 24 set 2000 | Socorro    | LINEAR               | —         | MPC                           |
| 62531         | 2000 SH254 | 24 set 2000 | Socorro    | LINEAR               | —         | MPC                           |
| 62532         | 2000 ST254 | 24 set 2000 | Socorro    | LINEAR               | —         | MPC                           |
| 62533         | 2000 SN255 | 24 set 2000 | Socorro    | LINEAR               | —         | MPC                           |
| 62534         | 2000 SR255 | 24 set 2000 | Socorro    | LINEAR               | —         | MPC                           |
| 62535         | 2000 SU257 | 24 set 2000 | Socorro    | LINEAR               | Brangane  | MPC                           |
| 62536         | 2000 SZ257 | 24 set 2000 | Socorro    | LINEAR               | —         | MPC                           |
| 62537         | 2000 SG258 | 24 set 2000 | Socorro    | LINEAR               | —         | MPC                           |
| 62538         | 2000 SS258 | 24 set 2000 | Socorro    | LINEAR               | Maria     | MPC                           |
| 62539         | 2000 SR259 | 24 set 2000 | Socorro    | LINEAR               | Brangane  | MPC                           |
| 62540         | 2000 SX259 | 24 set 2000 | Socorro    | LINEAR               | —         | MPC                           |
| 62541         | 2000 SY259 | 24 set 2000 | Socorro    | LINEAR               | Phocaea   | MPC                           |
| 62542         | 2000 SO260 | 24 set 2000 | Socorro    | LINEAR               | —         | MPC                           |
| 62543         | 2000 SW260 | 24 set 2000 | Socorro    | LINEAR               | —         | MPC                           |
| 62544         | 2000 SD261 | 24 set 2000 | Socorro    | LINEAR               | Brangane  | MPC                           |
| 62545         | 2000 ST261 | 24 set 2000 | Socorro    | LINEAR               | —         | MPC                           |
| 62546         | 2000 SV261 | 24 set 2000 | Socorro    | LINEAR               | —         | MPC                           |
| 62547         | 2000 SW261 | 24 set 2000 | Socorro    | LINEAR               | —         | MPC                           |
| 62548         | 2000 SB262 | 25 set 2000 | Socorro    | LINEAR               | Mitidika  | MPC                           |
| 62549         | 2000 SZ262 | 25 set 2000 | Socorro    | LINEAR               | —         | MPC                           |
| 62550         | 2000 SM263 | 26 set 2000 | Socorro    | LINEAR               | —         | MPC                           |
| 62551         | 2000 SP263 | 26 set 2000 | Socorro    | LINEAR               | —         | MPC                           |
| 62552         | 2000 SL264 | 26 set 2000 | Socorro    | LINEAR               | —         | MPC                           |
| 62553         | 2000 SQ264 | 26 set 2000 | Socorro    | LINEAR               | —         | MPC                           |
| 62554         | 2000 SR264 | 26 set 2000 | Socorro    | LINEAR               | —         | MPC                           |
| 62555         | 2000 SE265 | 26 set 2000 | Socorro    | LINEAR               | —         | MPC                           |
| 62556         | 2000 SB266 | 26 set 2000 | Socorro    | LINEAR               | —         | MPC                           |
| 62557         | 2000 SP267 | 27 set 2000 | Socorro    | LINEAR               | —         | MPC                           |
| 62558         | 2000 SD268 | 27 set 2000 | Socorro    | LINEAR               | —         | MPC                           |
| 62559         | 2000 SP268 | 27 set 2000 | Socorro    | LINEAR               | Mitidika  | MPC                           |
| 62560         | 2000 SZ268 | 27 set 2000 | Socorro    | LINEAR               | —         | MPC                           |
| 62561         | 2000 SF269 | 27 set 2000 | Socorro    | LINEAR               | —         | MPC                           |
| 62562         | 2000 SR269 | 27 set 2000 | Socorro    | LINEAR               | —         | MPC                           |
| 62563         | 2000 SS270 | 27 set 2000 | Socorro    | LINEAR               | —         | MPC                           |
| 62564         | 2000 SJ271 | 27 set 2000 | Socorro    | LINEAR               | —         | MPC                           |
| 62565         | 2000 SU272 | 28 set 2000 | Socorro    | LINEAR               | —         | MPC                           |
| 62566         | 2000 SA274 | 28 set 2000 | Socorro    | LINEAR               | —         | MPC                           |
| 62567         | 2000 SJ274 | 28 set 2000 | Socorro    | LINEAR               | —         | MPC                           |
| 62568         | 2000 SM274 | 28 set 2000 | Socorro    | LINEAR               | —         | MPC                           |
| 62569         | 2000 SR274 | 28 set 2000 | Socorro    | LINEAR               | —         | MPC                           |
| 62570         | 2000 SX274 | 28 set 2000 | Socorro    | LINEAR               | —         | MPC                           |
| 62571         | 2000 SY274 | 28 set 2000 | Socorro    | LINEAR               | —         | MPC                           |
| 62572         | 2000 SC276 | 28 set 2000 | Socorro    | LINEAR               | —         | MPC                           |
| 62573         | 2000 SR276 | 30 set 2000 | Socorro    | LINEAR               | —         | MPC                           |
| 62574         | 2000 SF277 | 30 set 2000 | Socorro    | LINEAR               | —         | MPC                           |
| 62575         | 2000 SL278 | 30 set 2000 | Socorro    | LINEAR               | Phocaea   | MPC                           |
| 62576         | 2000 ST278 | 30 set 2000 | Socorro    | LINEAR               | —         | MPC                           |
| 62577         | 2000 SU279 | 25 set 2000 | Socorro    | LINEAR               | —         | MPC                           |
| 62578         | 2000 SA280 | 27 set 2000 | Socorro    | LINEAR               | —         | MPC                           |
| 62579         | 2000 SA281 | 23 set 2000 | Socorro    | LINEAR               | Phocaea   | MPC                           |
| 62580         | 2000 SD281 | 23 set 2000 | Socorro    | LINEAR               | Brangane  | MPC                           |
| 62581         | 2000 SL282 | 23 set 2000 | Socorro    | LINEAR               | —         | MPC                           |
| 62582         | 2000 SO289 | 27 set 2000 | Socorro    | LINEAR               | —         | MPC                           |
| 62583         | 2000 SJ293 | 27 set 2000 | Socorro    | LINEAR               | —         | MPC                           |
| 62584         | 2000 SP293 | 27 set 2000 | Socorro    | LINEAR               | —         | MPC                           |
| 62585         | 2000 SR293 | 27 set 2000 | Socorro    | LINEAR               | —         | MPC                           |
| 62586         | 2000 SN297 | 28 set 2000 | Socorro    | LINEAR               | —         | MPC                           |
| 62587         | 2000 ST299 | 28 set 2000 | Socorro    | LINEAR               | —         | MPC                           |
| 62588         | 2000 SE301 | 28 set 2000 | Socorro    | LINEAR               | Ursula    | MPC                           |
| 62589         | 2000 SA302 | 28 set 2000 | Socorro    | LINEAR               | —         | MPC                           |
| 62590         | 2000 SB303 | 28 set 2000 | Socorro    | LINEAR               | —         | MPC                           |
| 62591         | 2000 ST303 | 28 set 2000 | Socorro    | LINEAR               | —         | MPC                           |
| 62592         | 2000 SA304 | 30 set 2000 | Socorro    | LINEAR               | Phocaea   | MPC                           |
| 62593         | 2000 SD305 | 30 set 2000 | Socorro    | LINEAR               | —         | MPC                           |
| 62594         | 2000 SX305 | 30 set 2000 | Socorro    | LINEAR               | —         | MPC                           |
| 62595         | 2000 SW306 | 30 set 2000 | Socorro    | LINEAR               | —         | MPC                           |
| 62596         | 2000 SL309 | 30 set 2000 | Socorro    | LINEAR               | —         | MPC                           |
| 62597         | 2000 SB311 | 26 set 2000 | Socorro    | LINEAR               | —         | MPC                           |
| 62598         | 2000 SW313 | 27 set 2000 | Socorro    | LINEAR               | —         | MPC                           |
| 62599         | 2000 SA318 | 30 set 2000 | Socorro    | LINEAR               | —         | MPC                           |
| 62600         | 2000 SG318 | 29 set 2000 | Haleakalā  | NEAT                 | —         | MPC                           |

## 62601–62700
| Designação        | Designação | Descoberta  | Descoberta    | Descobridor(es) | Categoria | Mais informações / Referência |
| Permanente        | Provisória | Data        | Local         | Descobridor(es) | Categoria | Mais informações / Referência |
| ----------------- | ---------- | ----------- | ------------- | --------------- | --------- | ----------------------------- |
| 62601             | 2000 SH318 | 29 set 2000 | Haleakalā     | NEAT            | —         | MPC                           |
| 62602             | 2000 SJ318 | 29 set 2000 | Haleakala     | NEAT            | —         | MPC                           |
| 62603             | 2000 SD320 | 28 set 2000 | Kitt Peak     | Spacewatch      | —         | MPC                           |
| 62604             | 2000 SU320 | 30 set 2000 | Socorro       | LINEAR          | —         | MPC                           |
| 62605             | 2000 SV320 | 30 set 2000 | Socorro       | LINEAR          | Brangane  | MPC                           |
| 62606             | 2000 SK325 | 29 set 2000 | Kitt Peak     | Spacewatch      | —         | MPC                           |
| 62607             | 2000 SZ330 | 27 set 2000 | Kitt Peak     | Spacewatch      | —         | MPC                           |
| 62608             | 2000 SD332 | 23 set 2000 | Mauna Kea     | B. Gladman      | —         | MPC                           |
| 62609             | 2000 SF333 | 26 set 2000 | Kitt Peak     | Spacewatch      | —         | MPC                           |
| 62610             | 2000 SV333 | 26 set 2000 | Haleakalā     | NEAT            | —         | MPC                           |
| 62611             | 2000 SX334 | 26 set 2000 | Haleakala     | NEAT            | —         | MPC                           |
| 62612             | 2000 SQ335 | 26 set 2000 | Haleakala     | NEAT            | Brangane  | MPC                           |
| 62613             | 2000 SF336 | 26 set 2000 | Haleakala     | NEAT            | —         | MPC                           |
| 62614             | 2000 SS339 | 25 set 2000 | Kitt Peak     | Spacewatch      | —         | MPC                           |
| 62615             | 2000 SA340 | 25 set 2000 | Haleakalā     | NEAT            | —         | MPC                           |
| 62616             | 2000 SF343 | 24 set 2000 | Socorro       | LINEAR          | —         | MPC                           |
| 62617             | 2000 SW344 | 20 set 2000 | Socorro       | LINEAR          | —         | MPC                           |
| 62618             | 2000 SD348 | 20 set 2000 | Socorro       | LINEAR          | —         | MPC                           |
| 62619             | 2000 SE348 | 20 set 2000 | Socorro       | LINEAR          | Phocaea   | MPC                           |
| 62620             | 2000 SA350 | 29 set 2000 | Anderson Mesa | LONEOS          | —         | MPC                           |
| 62621             | 2000 SC350 | 29 set 2000 | Anderson Mesa | LONEOS          | —         | MPC                           |
| 62622             | 2000 SQ350 | 29 set 2000 | Anderson Mesa | LONEOS          | —         | MPC                           |
| 62623             | 2000 SS350 | 29 set 2000 | Anderson Mesa | LONEOS          | —         | MPC                           |
| 62624             | 2000 SX350 | 29 set 2000 | Anderson Mesa | LONEOS          | —         | MPC                           |
| 62625             | 2000 SG351 | 29 set 2000 | Anderson Mesa | LONEOS          | Phocaea   | MPC                           |
| 62626             | 2000 SK351 | 29 set 2000 | Anderson Mesa | LONEOS          | —         | MPC                           |
| 62627             | 2000 SH352 | 30 set 2000 | Anderson Mesa | LONEOS          | —         | MPC                           |
| 62628             | 2000 SL352 | 30 set 2000 | Anderson Mesa | LONEOS          | —         | MPC                           |
| 62629             | 2000 SO354 | 29 set 2000 | Anderson Mesa | LONEOS          | —         | MPC                           |
| 62630             | 2000 SZ354 | 29 set 2000 | Anderson Mesa | LONEOS          | Brangane  | MPC                           |
| 62631             | 2000 SM355 | 29 set 2000 | Anderson Mesa | LONEOS          | —         | MPC                           |
| 62632             | 2000 SB356 | 29 set 2000 | Anderson Mesa | LONEOS          | —         | MPC                           |
| 62633             | 2000 SC356 | 29 set 2000 | Anderson Mesa | LONEOS          | —         | MPC                           |
| 62634             | 2000 SL356 | 29 set 2000 | Anderson Mesa | LONEOS          | —         | MPC                           |
| 62635             | 2000 SO356 | 29 set 2000 | Anderson Mesa | LONEOS          | —         | MPC                           |
| 62636             | 2000 SX356 | 28 set 2000 | Anderson Mesa | LONEOS          | —         | MPC                           |
| 62637             | 2000 SZ356 | 28 set 2000 | Anderson Mesa | LONEOS          | —         | MPC                           |
| 62638             | 2000 SJ357 | 28 set 2000 | Anderson Mesa | LONEOS          | —         | MPC                           |
| 62639             | 2000 SS357 | 28 set 2000 | Anderson Mesa | LONEOS          | —         | MPC                           |
| 62640             | 2000 SR358 | 24 set 2000 | Haleakalā     | NEAT            | —         | MPC                           |
| 62641             | 2000 SZ358 | 25 set 2000 | Haleakala     | NEAT            | —         | MPC                           |
| 62642             | 2000 SN359 | 26 set 2000 | Anderson Mesa | LONEOS          | —         | MPC                           |
| 62643             | 2000 SH360 | 26 set 2000 | Haleakalā     | NEAT            | —         | MPC                           |
| 62644             | 2000 SP360 | 26 set 2000 | Haleakala     | NEAT            | —         | MPC                           |
| 62645             | 2000 SW360 | 22 set 2000 | Anderson Mesa | LONEOS          | —         | MPC                           |
| 62646             | 2000 SO361 | 23 set 2000 | Anderson Mesa | LONEOS          | —         | MPC                           |
| 62647             | 2000 SY362 | 20 set 2000 | Haleakalā     | NEAT            | Maria     | MPC                           |
| 62648             | 2000 SC363 | 19 set 2000 | Anderson Mesa | LONEOS          | —         | MPC                           |
| 62649             | 2000 SS363 | 20 set 2000 | Socorro       | LINEAR          | —         | MPC                           |
| 62650             | 2000 SV363 | 20 set 2000 | Socorro       | LINEAR          | —         | MPC                           |
| 62651             | 2000 SB364 | 20 set 2000 | Socorro       | LINEAR          | Brangane  | MPC                           |
| 62652             | 2000 SC364 | 20 set 2000 | Socorro       | LINEAR          | —         | MPC                           |
| 62653             | 2000 SP364 | 20 set 2000 | Socorro       | LINEAR          | —         | MPC                           |
| 62654             | 2000 SX364 | 21 set 2000 | Anderson Mesa | LONEOS          | —         | MPC                           |
| 62655             | 2000 SY364 | 21 set 2000 | Anderson Mesa | LONEOS          | —         | MPC                           |
| 62656             | 2000 SJ365 | 21 set 2000 | Anderson Mesa | LONEOS          | —         | MPC                           |
| 62657             | 2000 SK365 | 21 set 2000 | Anderson Mesa | LONEOS          | —         | MPC                           |
| 62658             | 2000 SN365 | 21 set 2000 | Anderson Mesa | LONEOS          | —         | MPC                           |
| 62659             | 2000 SU365 | 22 set 2000 | Anderson Mesa | LONEOS          | —         | MPC                           |
| 62660             | 2000 SV365 | 22 set 2000 | Anderson Mesa | LONEOS          | —         | MPC                           |
| 62661             | 2000 SK366 | 23 set 2000 | Anderson Mesa | LONEOS          | —         | MPC                           |
| 62662             | 2000 SN366 | 23 set 2000 | Anderson Mesa | LONEOS          | —         | MPC                           |
| 62663             | 2000 SY366 | 23 set 2000 | Anderson Mesa | LONEOS          | —         | MPC                           |
| 62664             | 2000 SP367 | 23 set 2000 | Socorro       | LINEAR          | —         | MPC                           |
| 62665             | 2000 SU370 | 28 set 2000 | Anderson Mesa | LONEOS          | —         | MPC                           |
| 62666 Rainawessen | 2000 TA    | 1 out 2000  | Farpoint      | G. Hug          | —         | MPC                           |
| 62667             | 2000 TC    | 1 out 2000  | Desert Beaver | W. K. Y. Yeung  | —         | MPC                           |
| 62668             | 2000 TR2   | 1 out 2000  | Socorro       | LINEAR          | —         | MPC                           |
| 62669             | 2000 TT2   | 1 out 2000  | Socorro       | LINEAR          | —         | MPC                           |
| 62670             | 2000 TK8   | 1 out 2000  | Socorro       | LINEAR          | Eos       | MPC                           |
| 62671             | 2000 TE10  | 1 out 2000  | Socorro       | LINEAR          | —         | MPC                           |
| 62672             | 2000 TY10  | 1 out 2000  | Socorro       | LINEAR          | Brangane  | MPC                           |
| 62673             | 2000 TZ10  | 1 out 2000  | Socorro       | LINEAR          | —         | MPC                           |
| 62674             | 2000 TL11  | 1 out 2000  | Socorro       | LINEAR          | —         | MPC                           |
| 62675             | 2000 TL12  | 1 out 2000  | Socorro       | LINEAR          | —         | MPC                           |
| 62676             | 2000 TQ13  | 1 out 2000  | Socorro       | LINEAR          | —         | MPC                           |
| 62677             | 2000 TE14  | 1 out 2000  | Socorro       | LINEAR          | —         | MPC                           |
| 62678             | 2000 TD15  | 1 out 2000  | Socorro       | LINEAR          | —         | MPC                           |
| 62679             | 2000 TK15  | 1 out 2000  | Socorro       | LINEAR          | —         | MPC                           |
| 62680             | 2000 TV15  | 1 out 2000  | Socorro       | LINEAR          | —         | MPC                           |
| 62681             | 2000 TJ17  | 1 out 2000  | Socorro       | LINEAR          | —         | MPC                           |
| 62682             | 2000 TP17  | 1 out 2000  | Socorro       | LINEAR          | —         | MPC                           |
| 62683             | 2000 TG19  | 1 out 2000  | Socorro       | LINEAR          | —         | MPC                           |
| 62684             | 2000 TJ19  | 1 out 2000  | Socorro       | LINEAR          | —         | MPC                           |
| 62685             | 2000 TR19  | 1 out 2000  | Socorro       | LINEAR          | —         | MPC                           |
| 62686             | 2000 TD20  | 1 out 2000  | Socorro       | LINEAR          | —         | MPC                           |
| 62687             | 2000 TB21  | 1 out 2000  | Socorro       | LINEAR          | Brangane  | MPC                           |
| 62688             | 2000 TQ21  | 1 out 2000  | Socorro       | LINEAR          | —         | MPC                           |
| 62689             | 2000 TV22  | 1 out 2000  | Socorro       | LINEAR          | Brangane  | MPC                           |
| 62690             | 2000 TS23  | 1 out 2000  | Socorro       | LINEAR          | —         | MPC                           |
| 62691             | 2000 TA24  | 2 out 2000  | Socorro       | LINEAR          | Eos       | MPC                           |
| 62692             | 2000 TE24  | 2 out 2000  | Socorro       | LINEAR          | —         | MPC                           |
| 62693             | 2000 TM24  | 2 out 2000  | Socorro       | LINEAR          | —         | MPC                           |
| 62694             | 2000 TV24  | 2 out 2000  | Socorro       | LINEAR          | —         | MPC                           |
| 62695             | 2000 TW24  | 2 out 2000  | Socorro       | LINEAR          | —         | MPC                           |
| 62696             | 2000 TT25  | 1 out 2000  | Socorro       | LINEAR          | —         | MPC                           |
| 62697             | 2000 TV25  | 1 out 2000  | Socorro       | LINEAR          | —         | MPC                           |
| 62698             | 2000 TO28  | 4 out 2000  | Socorro       | LINEAR          | Brangane  | MPC                           |
| 62699             | 2000 TQ28  | 5 out 2000  | Haleakalā     | NEAT            | —         | MPC                           |
| 62700             | 2000 TA30  | 1 out 2000  | Kitt Peak     | Spacewatch      | —         | MPC                           |

## 62701–62800
| Designação      | Designação | Descoberta  | Descoberta          | Descobridor(es)        | Categoria | Mais informações / Referência |
| Permanente      | Provisória | Data        | Local               | Descobridor(es)        | Categoria | Mais informações / Referência |
| --------------- | ---------- | ----------- | ------------------- | ---------------------- | --------- | ----------------------------- |
| 62701           | 2000 TS32  | 7 out 2000  | Emerald Lane        | L. Ball                | —         | MPC                           |
| 62702           | 2000 TU32  | 1 out 2000  | Socorro             | LINEAR                 | Brangane  | MPC                           |
| 62703           | 2000 TG34  | 2 out 2000  | Anderson Mesa       | LONEOS                 | —         | MPC                           |
| 62704           | 2000 TT35  | 6 out 2000  | Anderson Mesa       | LONEOS                 | —         | MPC                           |
| 62705           | 2000 TY36  | 1 out 2000  | Socorro             | LINEAR                 | —         | MPC                           |
| 62706           | 2000 TD38  | 1 out 2000  | Socorro             | LINEAR                 | Phocaea   | MPC                           |
| 62707           | 2000 TF38  | 1 out 2000  | Socorro             | LINEAR                 | —         | MPC                           |
| 62708           | 2000 TX38  | 1 out 2000  | Socorro             | LINEAR                 | —         | MPC                           |
| 62709           | 2000 TR39  | 1 out 2000  | Socorro             | LINEAR                 | —         | MPC                           |
| 62710           | 2000 TF40  | 1 out 2000  | Socorro             | LINEAR                 | —         | MPC                           |
| 62711           | 2000 TK42  | 1 out 2000  | Socorro             | LINEAR                 | —         | MPC                           |
| 62712           | 2000 TO42  | 1 out 2000  | Socorro             | LINEAR                 | —         | MPC                           |
| 62713           | 2000 TS42  | 1 out 2000  | Socorro             | LINEAR                 | —         | MPC                           |
| 62714           | 2000 TB43  | 1 out 2000  | Socorro             | LINEAR                 | —         | MPC                           |
| 62715           | 2000 TR43  | 1 out 2000  | Socorro             | LINEAR                 | Brangane  | MPC                           |
| 62716           | 2000 TS44  | 1 out 2000  | Socorro             | LINEAR                 | —         | MPC                           |
| 62717           | 2000 TW44  | 1 out 2000  | Socorro             | LINEAR                 | —         | MPC                           |
| 62718           | 2000 TR45  | 1 out 2000  | Socorro             | LINEAR                 | Brangane  | MPC                           |
| 62719           | 2000 TB47  | 1 out 2000  | Anderson Mesa       | LONEOS                 | —         | MPC                           |
| 62720           | 2000 TH48  | 1 out 2000  | Anderson Mesa       | LONEOS                 | —         | MPC                           |
| 62721           | 2000 TM50  | 1 out 2000  | Socorro             | LINEAR                 | Brangane  | MPC                           |
| 62722           | 2000 TQ50  | 1 out 2000  | Socorro             | LINEAR                 | —         | MPC                           |
| 62723           | 2000 TG51  | 1 out 2000  | Socorro             | LINEAR                 | —         | MPC                           |
| 62724           | 2000 TL51  | 1 out 2000  | Socorro             | LINEAR                 | —         | MPC                           |
| 62725           | 2000 TW51  | 1 out 2000  | Socorro             | LINEAR                 | Brangane  | MPC                           |
| 62726           | 2000 TN55  | 1 out 2000  | Anderson Mesa       | LONEOS                 | —         | MPC                           |
| 62727           | 2000 TQ55  | 1 out 2000  | Socorro             | LINEAR                 | —         | MPC                           |
| 62728           | 2000 TV56  | 2 out 2000  | Anderson Mesa       | LONEOS                 | —         | MPC                           |
| 62729           | 2000 TY58  | 2 out 2000  | Anderson Mesa       | LONEOS                 | —         | MPC                           |
| 62730           | 2000 TE59  | 2 out 2000  | Anderson Mesa       | LONEOS                 | —         | MPC                           |
| 62731           | 2000 TO59  | 2 out 2000  | Anderson Mesa       | LONEOS                 | —         | MPC                           |
| 62732           | 2000 TQ59  | 2 out 2000  | Anderson Mesa       | LONEOS                 | —         | MPC                           |
| 62733           | 2000 TX59  | 2 out 2000  | Anderson Mesa       | LONEOS                 | Eunomia   | MPC                           |
| 62734           | 2000 TX60  | 2 out 2000  | Anderson Mesa       | LONEOS                 | —         | MPC                           |
| 62735           | 2000 TY60  | 2 out 2000  | Anderson Mesa       | LONEOS                 | —         | MPC                           |
| 62736           | 2000 TZ60  | 2 out 2000  | Anderson Mesa       | LONEOS                 | —         | MPC                           |
| 62737           | 2000 TR61  | 2 out 2000  | Anderson Mesa       | LONEOS                 | —         | MPC                           |
| 62738           | 2000 TW61  | 2 out 2000  | Anderson Mesa       | LONEOS                 | —         | MPC                           |
| 62739           | 2000 TW62  | 2 out 2000  | Socorro             | LINEAR                 | —         | MPC                           |
| 62740           | 2000 TU64  | 1 out 2000  | Anderson Mesa       | LONEOS                 | —         | MPC                           |
| 62741           | 2000 TR66  | 1 out 2000  | Socorro             | LINEAR                 | —         | MPC                           |
| 62742           | 2000 TD68  | 6 out 2000  | Anderson Mesa       | LONEOS                 | —         | MPC                           |
| 62743           | 2000 UA1   | 21 out 2000 | Višnjan Observatory | K. Korlević            | —         | MPC                           |
| 62744           | 2000 UX1   | 20 out 2000 | Monte Agliale       | M. M. M. Santangelo    | —         | MPC                           |
| 62745           | 2000 UY1   | 21 out 2000 | Višnjan Observatory | K. Korlević            | —         | MPC                           |
| 62746           | 2000 UE2   | 22 out 2000 | Višnjan Observatory | K. Korlević            | —         | MPC                           |
| 62747           | 2000 UB3   | 24 out 2000 | Črni Vrh            | Črni Vrh               | —         | MPC                           |
| 62748           | 2000 UV3   | 24 out 2000 | Socorro             | LINEAR                 | —         | MPC                           |
| 62749           | 2000 UM4   | 24 out 2000 | Socorro             | LINEAR                 | —         | MPC                           |
| 62750           | 2000 UO4   | 24 out 2000 | Socorro             | LINEAR                 | —         | MPC                           |
| 62751           | 2000 UD5   | 24 out 2000 | Socorro             | LINEAR                 | Mitidika  | MPC                           |
| 62752           | 2000 UB6   | 24 out 2000 | Socorro             | LINEAR                 | —         | MPC                           |
| 62753           | 2000 UM7   | 24 out 2000 | Socorro             | LINEAR                 | —         | MPC                           |
| 62754           | 2000 US7   | 24 out 2000 | Socorro             | LINEAR                 | —         | MPC                           |
| 62755           | 2000 UF8   | 24 out 2000 | Socorro             | LINEAR                 | —         | MPC                           |
| 62756           | 2000 UN8   | 24 out 2000 | Socorro             | LINEAR                 | —         | MPC                           |
| 62757           | 2000 UU8   | 24 out 2000 | Socorro             | LINEAR                 | —         | MPC                           |
| 62758           | 2000 UH9   | 24 out 2000 | Socorro             | LINEAR                 | —         | MPC                           |
| 62759           | 2000 UK9   | 24 out 2000 | Socorro             | LINEAR                 | —         | MPC                           |
| 62760           | 2000 UR9   | 24 out 2000 | Socorro             | LINEAR                 | —         | MPC                           |
| 62761           | 2000 UA12  | 18 out 2000 | Socorro             | LINEAR                 | —         | MPC                           |
| 62762           | 2000 UB12  | 18 out 2000 | Socorro             | LINEAR                 | —         | MPC                           |
| 62763           | 2000 UG12  | 24 out 2000 | Socorro             | LINEAR                 | —         | MPC                           |
| 62764           | 2000 UL13  | 23 out 2000 | Višnjan Observatory | K. Korlević            | —         | MPC                           |
| 62765           | 2000 UH14  | 24 out 2000 | Socorro             | LINEAR                 | Brangane  | MPC                           |
| 62766           | 2000 UB15  | 25 out 2000 | Socorro             | LINEAR                 | —         | MPC                           |
| 62767           | 2000 UQ17  | 24 out 2000 | Socorro             | LINEAR                 | —         | MPC                           |
| 62768           | 2000 UT17  | 24 out 2000 | Socorro             | LINEAR                 | —         | MPC                           |
| 62769           | 2000 UB18  | 24 out 2000 | Socorro             | LINEAR                 | —         | MPC                           |
| 62770           | 2000 UK18  | 24 out 2000 | Socorro             | LINEAR                 | Ursula    | MPC                           |
| 62771           | 2000 UN18  | 25 out 2000 | Socorro             | LINEAR                 | —         | MPC                           |
| 62772           | 2000 UY19  | 24 out 2000 | Socorro             | LINEAR                 | —         | MPC                           |
| 62773           | 2000 UB20  | 24 out 2000 | Socorro             | LINEAR                 | —         | MPC                           |
| 62774           | 2000 UE20  | 24 out 2000 | Socorro             | LINEAR                 | —         | MPC                           |
| 62775           | 2000 UG20  | 24 out 2000 | Socorro             | LINEAR                 | —         | MPC                           |
| 62776           | 2000 UR20  | 24 out 2000 | Socorro             | LINEAR                 | Brangane  | MPC                           |
| 62777           | 2000 UE21  | 24 out 2000 | Socorro             | LINEAR                 | —         | MPC                           |
| 62778           | 2000 UU21  | 24 out 2000 | Socorro             | LINEAR                 | Brangane  | MPC                           |
| 62779           | 2000 UC22  | 24 out 2000 | Socorro             | LINEAR                 | —         | MPC                           |
| 62780           | 2000 UF22  | 24 out 2000 | Socorro             | LINEAR                 | —         | MPC                           |
| 62781           | 2000 UE23  | 24 out 2000 | Socorro             | LINEAR                 | —         | MPC                           |
| 62782           | 2000 UF23  | 24 out 2000 | Socorro             | LINEAR                 | —         | MPC                           |
| 62783           | 2000 UO23  | 24 out 2000 | Socorro             | LINEAR                 | —         | MPC                           |
| 62784           | 2000 UW23  | 24 out 2000 | Socorro             | LINEAR                 | —         | MPC                           |
| 62785           | 2000 UC24  | 24 out 2000 | Socorro             | LINEAR                 | —         | MPC                           |
| 62786           | 2000 UQ24  | 24 out 2000 | Socorro             | LINEAR                 | —         | MPC                           |
| 62787           | 2000 UH25  | 24 out 2000 | Socorro             | LINEAR                 | —         | MPC                           |
| 62788           | 2000 UW25  | 24 out 2000 | Socorro             | LINEAR                 | —         | MPC                           |
| 62789           | 2000 UZ25  | 24 out 2000 | Socorro             | LINEAR                 | —         | MPC                           |
| 62790           | 2000 UL26  | 24 out 2000 | Socorro             | LINEAR                 | —         | MPC                           |
| 62791           | 2000 UT26  | 24 out 2000 | Socorro             | LINEAR                 | —         | MPC                           |
| 62792           | 2000 UV28  | 30 out 2000 | Socorro             | LINEAR                 | Phocaea   | MPC                           |
| 62793           | 2000 UZ28  | 29 out 2000 | Kitt Peak           | Spacewatch             | —         | MPC                           |
| 62794 Scheirich | 2000 UV30  | 30 out 2000 | Ondřejov            | P. Pravec, P. Kušnirák | —         | MPC                           |
| 62795           | 2000 UY34  | 24 out 2000 | Socorro             | LINEAR                 | Brangane  | MPC                           |
| 62796           | 2000 UO35  | 24 out 2000 | Socorro             | LINEAR                 | —         | MPC                           |
| 62797           | 2000 UH36  | 24 out 2000 | Socorro             | LINEAR                 | —         | MPC                           |
| 62798           | 2000 UO36  | 24 out 2000 | Socorro             | LINEAR                 | —         | MPC                           |
| 62799           | 2000 UQ36  | 24 out 2000 | Socorro             | LINEAR                 | —         | MPC                           |
| 62800           | 2000 UT36  | 24 out 2000 | Socorro             | LINEAR                 | Brangane  | MPC                           |

## 62801–62900
| Designação | Designação | Descoberta  | Descoberta    | Descobridor(es) | Categoria | Mais informações / Referência |
| Permanente | Provisória | Data        | Local         | Descobridor(es) | Categoria | Mais informações / Referência |
| ---------- | ---------- | ----------- | ------------- | --------------- | --------- | ----------------------------- |
| 62801      | 2000 UV36  | 24 out 2000 | Socorro       | LINEAR          | —         | MPC                           |
| 62802      | 2000 UG37  | 24 out 2000 | Socorro       | LINEAR          | —         | MPC                           |
| 62803      | 2000 UU37  | 24 out 2000 | Socorro       | LINEAR          | —         | MPC                           |
| 62804      | 2000 UF38  | 24 out 2000 | Socorro       | LINEAR          | —         | MPC                           |
| 62805      | 2000 UP39  | 24 out 2000 | Socorro       | LINEAR          | —         | MPC                           |
| 62806      | 2000 UW39  | 24 out 2000 | Socorro       | LINEAR          | —         | MPC                           |
| 62807      | 2000 UL40  | 24 out 2000 | Socorro       | LINEAR          | Ursula    | MPC                           |
| 62808      | 2000 UQ40  | 24 out 2000 | Socorro       | LINEAR          | —         | MPC                           |
| 62809      | 2000 UE42  | 24 out 2000 | Socorro       | LINEAR          | —         | MPC                           |
| 62810      | 2000 UH42  | 24 out 2000 | Socorro       | LINEAR          | —         | MPC                           |
| 62811      | 2000 UX42  | 24 out 2000 | Socorro       | LINEAR          | —         | MPC                           |
| 62812      | 2000 UC43  | 24 out 2000 | Socorro       | LINEAR          | —         | MPC                           |
| 62813      | 2000 UH43  | 24 out 2000 | Socorro       | LINEAR          | —         | MPC                           |
| 62814      | 2000 UK43  | 24 out 2000 | Socorro       | LINEAR          | —         | MPC                           |
| 62815      | 2000 UW43  | 24 out 2000 | Socorro       | LINEAR          | —         | MPC                           |
| 62816      | 2000 UC44  | 24 out 2000 | Socorro       | LINEAR          | —         | MPC                           |
| 62817      | 2000 UH45  | 24 out 2000 | Socorro       | LINEAR          | —         | MPC                           |
| 62818      | 2000 US45  | 24 out 2000 | Socorro       | LINEAR          | —         | MPC                           |
| 62819      | 2000 UV45  | 24 out 2000 | Socorro       | LINEAR          | —         | MPC                           |
| 62820      | 2000 UF46  | 24 out 2000 | Socorro       | LINEAR          | Juno      | MPC                           |
| 62821      | 2000 UE47  | 24 out 2000 | Socorro       | LINEAR          | —         | MPC                           |
| 62822      | 2000 UV48  | 24 out 2000 | Socorro       | LINEAR          | —         | MPC                           |
| 62823      | 2000 UE49  | 24 out 2000 | Socorro       | LINEAR          | —         | MPC                           |
| 62824      | 2000 UG49  | 24 out 2000 | Socorro       | LINEAR          | —         | MPC                           |
| 62825      | 2000 UT49  | 24 out 2000 | Socorro       | LINEAR          | —         | MPC                           |
| 62826      | 2000 UU50  | 24 out 2000 | Socorro       | LINEAR          | —         | MPC                           |
| 62827      | 2000 UX50  | 24 out 2000 | Socorro       | LINEAR          | —         | MPC                           |
| 62828      | 2000 UN53  | 24 out 2000 | Socorro       | LINEAR          | —         | MPC                           |
| 62829      | 2000 UP53  | 24 out 2000 | Socorro       | LINEAR          | Ursula    | MPC                           |
| 62830      | 2000 UZ53  | 24 out 2000 | Socorro       | LINEAR          | —         | MPC                           |
| 62831      | 2000 UM54  | 24 out 2000 | Socorro       | LINEAR          | —         | MPC                           |
| 62832      | 2000 UN54  | 24 out 2000 | Socorro       | LINEAR          | —         | MPC                           |
| 62833      | 2000 UB56  | 24 out 2000 | Socorro       | LINEAR          | —         | MPC                           |
| 62834      | 2000 UC56  | 24 out 2000 | Socorro       | LINEAR          | —         | MPC                           |
| 62835      | 2000 UC58  | 25 out 2000 | Socorro       | LINEAR          | —         | MPC                           |
| 62836      | 2000 UC59  | 25 out 2000 | Socorro       | LINEAR          | —         | MPC                           |
| 62837      | 2000 UJ59  | 25 out 2000 | Socorro       | LINEAR          | —         | MPC                           |
| 62838      | 2000 UB60  | 25 out 2000 | Socorro       | LINEAR          | —         | MPC                           |
| 62839      | 2000 UX60  | 25 out 2000 | Socorro       | LINEAR          | Brangane  | MPC                           |
| 62840      | 2000 UB61  | 25 out 2000 | Socorro       | LINEAR          | —         | MPC                           |
| 62841      | 2000 UN61  | 25 out 2000 | Socorro       | LINEAR          | —         | MPC                           |
| 62842      | 2000 UF63  | 25 out 2000 | Socorro       | LINEAR          | —         | MPC                           |
| 62843      | 2000 UC64  | 25 out 2000 | Socorro       | LINEAR          | —         | MPC                           |
| 62844      | 2000 UK64  | 25 out 2000 | Socorro       | LINEAR          | Brangane  | MPC                           |
| 62845      | 2000 UB67  | 25 out 2000 | Socorro       | LINEAR          | —         | MPC                           |
| 62846      | 2000 UX67  | 25 out 2000 | Socorro       | LINEAR          | Ursula    | MPC                           |
| 62847      | 2000 UL68  | 25 out 2000 | Socorro       | LINEAR          | —         | MPC                           |
| 62848      | 2000 US71  | 25 out 2000 | Socorro       | LINEAR          | Brangane  | MPC                           |
| 62849      | 2000 UA72  | 25 out 2000 | Socorro       | LINEAR          | —         | MPC                           |
| 62850      | 2000 UC72  | 25 out 2000 | Socorro       | LINEAR          | —         | MPC                           |
| 62851      | 2000 UM72  | 25 out 2000 | Socorro       | LINEAR          | —         | MPC                           |
| 62852      | 2000 UM76  | 30 out 2000 | Socorro       | LINEAR          | —         | MPC                           |
| 62853      | 2000 UO76  | 27 out 2000 | Desert Beaver | W. K. Y. Yeung  | —         | MPC                           |
| 62854      | 2000 UW76  | 24 out 2000 | Socorro       | LINEAR          | —         | MPC                           |
| 62855      | 2000 UE77  | 24 out 2000 | Socorro       | LINEAR          | —         | MPC                           |
| 62856      | 2000 UL77  | 24 out 2000 | Socorro       | LINEAR          | —         | MPC                           |
| 62857      | 2000 UM77  | 24 out 2000 | Socorro       | LINEAR          | —         | MPC                           |
| 62858      | 2000 UT78  | 24 out 2000 | Socorro       | LINEAR          | —         | MPC                           |
| 62859      | 2000 UW78  | 24 out 2000 | Socorro       | LINEAR          | Ursula    | MPC                           |
| 62860      | 2000 UJ80  | 24 out 2000 | Socorro       | LINEAR          | Brangane  | MPC                           |
| 62861      | 2000 UO80  | 24 out 2000 | Socorro       | LINEAR          | —         | MPC                           |
| 62862      | 2000 UE81  | 24 out 2000 | Socorro       | LINEAR          | Ursula    | MPC                           |
| 62863      | 2000 UG81  | 24 out 2000 | Socorro       | LINEAR          | —         | MPC                           |
| 62864      | 2000 UG82  | 25 out 2000 | Socorro       | LINEAR          | —         | MPC                           |
| 62865      | 2000 UL82  | 27 out 2000 | Socorro       | LINEAR          | Phocaea   | MPC                           |
| 62866      | 2000 UX82  | 30 out 2000 | Socorro       | LINEAR          | —         | MPC                           |
| 62867      | 2000 UG83  | 30 out 2000 | Socorro       | LINEAR          | —         | MPC                           |
| 62868      | 2000 UV83  | 31 out 2000 | Socorro       | LINEAR          | —         | MPC                           |
| 62869      | 2000 UO84  | 31 out 2000 | Socorro       | LINEAR          | —         | MPC                           |
| 62870      | 2000 UD86  | 31 out 2000 | Socorro       | LINEAR          | —         | MPC                           |
| 62871      | 2000 UA87  | 31 out 2000 | Socorro       | LINEAR          | —         | MPC                           |
| 62872      | 2000 UC87  | 31 out 2000 | Socorro       | LINEAR          | —         | MPC                           |
| 62873      | 2000 UK87  | 31 out 2000 | Socorro       | LINEAR          | —         | MPC                           |
| 62874      | 2000 UV88  | 31 out 2000 | Socorro       | LINEAR          | —         | MPC                           |
| 62875      | 2000 UB89  | 31 out 2000 | Socorro       | LINEAR          | —         | MPC                           |
| 62876      | 2000 UH90  | 24 out 2000 | Socorro       | LINEAR          | —         | MPC                           |
| 62877      | 2000 UQ90  | 24 out 2000 | Socorro       | LINEAR          | —         | MPC                           |
| 62878      | 2000 UY90  | 25 out 2000 | Socorro       | LINEAR          | —         | MPC                           |
| 62879      | 2000 UN91  | 25 out 2000 | Socorro       | LINEAR          | —         | MPC                           |
| 62880      | 2000 US91  | 25 out 2000 | Socorro       | LINEAR          | —         | MPC                           |
| 62881      | 2000 UA92  | 25 out 2000 | Socorro       | LINEAR          | —         | MPC                           |
| 62882      | 2000 UC93  | 25 out 2000 | Socorro       | LINEAR          | —         | MPC                           |
| 62883      | 2000 UQ93  | 25 out 2000 | Socorro       | LINEAR          | —         | MPC                           |
| 62884      | 2000 UY93  | 25 out 2000 | Socorro       | LINEAR          | Brangane  | MPC                           |
| 62885      | 2000 UK94  | 25 out 2000 | Socorro       | LINEAR          | —         | MPC                           |
| 62886      | 2000 UV95  | 25 out 2000 | Socorro       | LINEAR          | Brangane  | MPC                           |
| 62887      | 2000 UX95  | 25 out 2000 | Socorro       | LINEAR          | —         | MPC                           |
| 62888      | 2000 UX96  | 25 out 2000 | Socorro       | LINEAR          | —         | MPC                           |
| 62889      | 2000 UZ96  | 25 out 2000 | Socorro       | LINEAR          | —         | MPC                           |
| 62890      | 2000 UZ99  | 25 out 2000 | Socorro       | LINEAR          | Brangane  | MPC                           |
| 62891      | 2000 UK100 | 25 out 2000 | Socorro       | LINEAR          | —         | MPC                           |
| 62892      | 2000 UZ100 | 25 out 2000 | Socorro       | LINEAR          | —         | MPC                           |
| 62893      | 2000 UM101 | 25 out 2000 | Socorro       | LINEAR          | —         | MPC                           |
| 62894      | 2000 UP101 | 25 out 2000 | Socorro       | LINEAR          | —         | MPC                           |
| 62895      | 2000 UR102 | 25 out 2000 | Socorro       | LINEAR          | —         | MPC                           |
| 62896      | 2000 UC103 | 25 out 2000 | Socorro       | LINEAR          | —         | MPC                           |
| 62897      | 2000 UL103 | 25 out 2000 | Socorro       | LINEAR          | —         | MPC                           |
| 62898      | 2000 UA104 | 25 out 2000 | Socorro       | LINEAR          | —         | MPC                           |
| 62899      | 2000 UT104 | 25 out 2000 | Socorro       | LINEAR          | —         | MPC                           |
| 62900      | 2000 UG105 | 29 out 2000 | Socorro       | LINEAR          | Brangane  | MPC                           |

## 62901–63000
| Designação | Designação | Descoberta  | Descoberta     | Descobridor(es) | Categoria | Mais informações / Referência |
| Permanente | Provisória | Data        | Local          | Descobridor(es) | Categoria | Mais informações / Referência |
| ---------- | ---------- | ----------- | -------------- | --------------- | --------- | ----------------------------- |
| 62901      | 2000 UL105 | 29 out 2000 | Socorro        | LINEAR          | —         | MPC                           |
| 62902      | 2000 UH106 | 30 out 2000 | Socorro        | LINEAR          | —         | MPC                           |
| 62903      | 2000 UK106 | 30 out 2000 | Socorro        | LINEAR          | —         | MPC                           |
| 62904      | 2000 UZ106 | 30 out 2000 | Socorro        | LINEAR          | Brangane  | MPC                           |
| 62905      | 2000 UQ107 | 30 out 2000 | Socorro        | LINEAR          | —         | MPC                           |
| 62906      | 2000 UR107 | 30 out 2000 | Socorro        | LINEAR          | —         | MPC                           |
| 62907      | 2000 UC108 | 30 out 2000 | Socorro        | LINEAR          | —         | MPC                           |
| 62908      | 2000 UH108 | 30 out 2000 | Socorro        | LINEAR          | —         | MPC                           |
| 62909      | 2000 UY108 | 31 out 2000 | Socorro        | LINEAR          | —         | MPC                           |
| 62910      | 2000 UK109 | 31 out 2000 | Socorro        | LINEAR          | —         | MPC                           |
| 62911      | 2000 UR109 | 31 out 2000 | Socorro        | LINEAR          | —         | MPC                           |
| 62912      | 2000 UD110 | 31 out 2000 | Socorro        | LINEAR          | —         | MPC                           |
| 62913      | 2000 UK110 | 31 out 2000 | Socorro        | LINEAR          | —         | MPC                           |
| 62914      | 2000 VX2   | 1 nov 2000  | Desert Beaver  | W. K. Y. Yeung  | —         | MPC                           |
| 62915      | 2000 VY2   | 1 nov 2000  | Desert Beaver  | W. K. Y. Yeung  | Brangane  | MPC                           |
| 62916      | 2000 VW3   | 1 nov 2000  | Socorro        | LINEAR          | —         | MPC                           |
| 62917      | 2000 VR8   | 1 nov 2000  | Socorro        | LINEAR          | —         | MPC                           |
| 62918      | 2000 VY9   | 1 nov 2000  | Socorro        | LINEAR          | —         | MPC                           |
| 62919      | 2000 VH10  | 1 nov 2000  | Socorro        | LINEAR          | —         | MPC                           |
| 62920      | 2000 VB12  | 1 nov 2000  | Socorro        | LINEAR          | —         | MPC                           |
| 62921      | 2000 VJ12  | 1 nov 2000  | Socorro        | LINEAR          | —         | MPC                           |
| 62922      | 2000 VV12  | 1 nov 2000  | Socorro        | LINEAR          | —         | MPC                           |
| 62923      | 2000 VC13  | 1 nov 2000  | Socorro        | LINEAR          | Brangane  | MPC                           |
| 62924      | 2000 VU13  | 1 nov 2000  | Socorro        | LINEAR          | —         | MPC                           |
| 62925      | 2000 VE14  | 1 nov 2000  | Socorro        | LINEAR          | —         | MPC                           |
| 62926      | 2000 VK14  | 1 nov 2000  | Socorro        | LINEAR          | —         | MPC                           |
| 62927      | 2000 VT14  | 1 nov 2000  | Socorro        | LINEAR          | —         | MPC                           |
| 62928      | 2000 VV14  | 1 nov 2000  | Socorro        | LINEAR          | —         | MPC                           |
| 62929      | 2000 VO15  | 1 nov 2000  | Socorro        | LINEAR          | —         | MPC                           |
| 62930      | 2000 VP15  | 1 nov 2000  | Socorro        | LINEAR          | Brangane  | MPC                           |
| 62931      | 2000 VJ16  | 1 nov 2000  | Socorro        | LINEAR          | —         | MPC                           |
| 62932      | 2000 VF18  | 1 nov 2000  | Socorro        | LINEAR          | —         | MPC                           |
| 62933      | 2000 VR21  | 1 nov 2000  | Socorro        | LINEAR          | —         | MPC                           |
| 62934      | 2000 VS21  | 1 nov 2000  | Socorro        | LINEAR          | Ursula    | MPC                           |
| 62935      | 2000 VP22  | 1 nov 2000  | Socorro        | LINEAR          | —         | MPC                           |
| 62936      | 2000 VF23  | 1 nov 2000  | Socorro        | LINEAR          | —         | MPC                           |
| 62937      | 2000 VG23  | 1 nov 2000  | Socorro        | LINEAR          | —         | MPC                           |
| 62938      | 2000 VJ23  | 1 nov 2000  | Socorro        | LINEAR          | —         | MPC                           |
| 62939      | 2000 VP23  | 1 nov 2000  | Socorro        | LINEAR          | —         | MPC                           |
| 62940      | 2000 VS23  | 1 nov 2000  | Socorro        | LINEAR          | —         | MPC                           |
| 62941      | 2000 VB24  | 1 nov 2000  | Socorro        | LINEAR          | —         | MPC                           |
| 62942      | 2000 VC25  | 1 nov 2000  | Socorro        | LINEAR          | —         | MPC                           |
| 62943      | 2000 VY25  | 1 nov 2000  | Socorro        | LINEAR          | —         | MPC                           |
| 62944      | 2000 VF28  | 1 nov 2000  | Socorro        | LINEAR          | —         | MPC                           |
| 62945      | 2000 VH28  | 1 nov 2000  | Socorro        | LINEAR          | —         | MPC                           |
| 62946      | 2000 VG30  | 1 nov 2000  | Socorro        | LINEAR          | —         | MPC                           |
| 62947      | 2000 VV31  | 1 nov 2000  | Socorro        | LINEAR          | —         | MPC                           |
| 62948      | 2000 VE32  | 1 nov 2000  | Socorro        | LINEAR          | —         | MPC                           |
| 62949      | 2000 VS33  | 1 nov 2000  | Socorro        | LINEAR          | Eos       | MPC                           |
| 62950      | 2000 VD34  | 1 nov 2000  | Socorro        | LINEAR          | —         | MPC                           |
| 62951      | 2000 VE34  | 1 nov 2000  | Socorro        | LINEAR          | —         | MPC                           |
| 62952      | 2000 VV34  | 1 nov 2000  | Socorro        | LINEAR          | Pallas    | MPC                           |
| 62953      | 2000 VR35  | 1 nov 2000  | Socorro        | LINEAR          | Brangane  | MPC                           |
| 62954      | 2000 VD36  | 1 nov 2000  | Socorro        | LINEAR          | —         | MPC                           |
| 62955      | 2000 VZ36  | 1 nov 2000  | Socorro        | LINEAR          | —         | MPC                           |
| 62956      | 2000 VK37  | 1 nov 2000  | Socorro        | LINEAR          | —         | MPC                           |
| 62957      | 2000 VR37  | 1 nov 2000  | Socorro        | LINEAR          | —         | MPC                           |
| 62958      | 2000 VX37  | 1 nov 2000  | Socorro        | LINEAR          | —         | MPC                           |
| 62959      | 2000 VV39  | 1 nov 2000  | Socorro        | LINEAR          | Juno      | MPC                           |
| 62960      | 2000 VP40  | 1 nov 2000  | Socorro        | LINEAR          | —         | MPC                           |
| 62961      | 2000 VO42  | 1 nov 2000  | Socorro        | LINEAR          | —         | MPC                           |
| 62962      | 2000 VA43  | 1 nov 2000  | Socorro        | LINEAR          | —         | MPC                           |
| 62963      | 2000 VW43  | 1 nov 2000  | Socorro        | LINEAR          | —         | MPC                           |
| 62964      | 2000 VE44  | 1 nov 2000  | Socorro        | LINEAR          | —         | MPC                           |
| 62965      | 2000 VH44  | 2 nov 2000  | Socorro        | LINEAR          | —         | MPC                           |
| 62966      | 2000 VB45  | 1 nov 2000  | Socorro        | LINEAR          | —         | MPC                           |
| 62967      | 2000 VM45  | 2 nov 2000  | Socorro        | LINEAR          | —         | MPC                           |
| 62968      | 2000 VD48  | 2 nov 2000  | Socorro        | LINEAR          | —         | MPC                           |
| 62969      | 2000 VN49  | 2 nov 2000  | Socorro        | LINEAR          | —         | MPC                           |
| 62970      | 2000 VY49  | 2 nov 2000  | Socorro        | LINEAR          | —         | MPC                           |
| 62971      | 2000 VZ49  | 2 nov 2000  | Socorro        | LINEAR          | —         | MPC                           |
| 62972      | 2000 VU50  | 2 nov 2000  | Socorro        | LINEAR          | —         | MPC                           |
| 62973      | 2000 VP51  | 3 nov 2000  | Socorro        | LINEAR          | —         | MPC                           |
| 62974      | 2000 VA52  | 3 nov 2000  | Socorro        | LINEAR          | —         | MPC                           |
| 62975      | 2000 VB52  | 3 nov 2000  | Socorro        | LINEAR          | —         | MPC                           |
| 62976      | 2000 VO52  | 3 nov 2000  | Socorro        | LINEAR          | —         | MPC                           |
| 62977      | 2000 VS52  | 3 nov 2000  | Socorro        | LINEAR          | —         | MPC                           |
| 62978      | 2000 VW52  | 3 nov 2000  | Socorro        | LINEAR          | —         | MPC                           |
| 62979      | 2000 VZ52  | 3 nov 2000  | Socorro        | LINEAR          | —         | MPC                           |
| 62980      | 2000 VT53  | 3 nov 2000  | Socorro        | LINEAR          | —         | MPC                           |
| 62981      | 2000 VK56  | 3 nov 2000  | Socorro        | LINEAR          | —         | MPC                           |
| 62982      | 2000 VW58  | 6 nov 2000  | Elmira         | A. J. Cecce     | Phocaea   | MPC                           |
| 62983      | 2000 VB59  | 2 nov 2000  | Socorro        | LINEAR          | —         | MPC                           |
| 62984      | 2000 VV59  | 1 nov 2000  | Desert Beaver  | W. K. Y. Yeung  | —         | MPC                           |
| 62985      | 2000 VX60  | 1 nov 2000  | Kitt Peak      | Spacewatch      | Ursula    | MPC                           |
| 62986      | 2000 WM    | 16 nov 2000 | Socorro        | LINEAR          | —         | MPC                           |
| 62987      | 2000 WP1   | 17 nov 2000 | Socorro        | LINEAR          | —         | MPC                           |
| 62988      | 2000 WB2   | 18 nov 2000 | Kitt Peak      | Spacewatch      | —         | MPC                           |
| 62989      | 2000 WC2   | 17 nov 2000 | Fountain Hills | C. W. Juels     | —         | MPC                           |
| 62990      | 2000 WM2   | 17 nov 2000 | Socorro        | LINEAR          | —         | MPC                           |
| 62991      | 2000 WG7   | 20 nov 2000 | Socorro        | LINEAR          | —         | MPC                           |
| 62992      | 2000 WY9   | 23 nov 2000 | Farpoint       | G. Hug          | —         | MPC                           |
| 62993      | 2000 WL12  | 22 nov 2000 | Haleakalā      | NEAT            | —         | MPC                           |
| 62994      | 2000 WZ14  | 20 nov 2000 | Socorro        | LINEAR          | —         | MPC                           |
| 62995      | 2000 WD16  | 21 nov 2000 | Socorro        | LINEAR          | —         | MPC                           |
| 62996      | 2000 WG16  | 21 nov 2000 | Socorro        | LINEAR          | —         | MPC                           |
| 62997      | 2000 WD17  | 21 nov 2000 | Socorro        | LINEAR          | —         | MPC                           |
| 62998      | 2000 WK18  | 21 nov 2000 | Socorro        | LINEAR          | —         | MPC                           |
| 62999      | 2000 WK19  | 25 nov 2000 | Fountain Hills | C. W. Juels     | —         | MPC                           |
| 63000      | 2000 WZ20  | 25 nov 2000 | Kitt Peak      | Spacewatch      | —         | MPC                           |